# Böhse Onkelz
Böhse Onkelz (auch: B.O. bzw. umgangssprachlich schlicht Die Onkelz) ist eine von 1980 bis 2005 und seit 2013 wieder aktive deutsche Rockband. Sie ist insbesondere wegen ihrer Nähe zum Rechtsrock in den frühen 1980er Jahren umstritten. Ihr erstes Album Der nette Mann von 1984 wurde zunächst als jugendgefährdend von der BPjS indiziert und kurz darauf beschlagnahmt. Von Mitte der 1990er Jahre an erreichten die Böhsen Onkelz mehrfach Platzierungen in den Top 10 der deutschen Album- und Single-Charts. Seit dem Album Viva los Tioz aus dem Jahre 1998 erreichten sechs Studioalben der Band in Folge Platz eins der deutschen Charts.

## Bandgeschichte

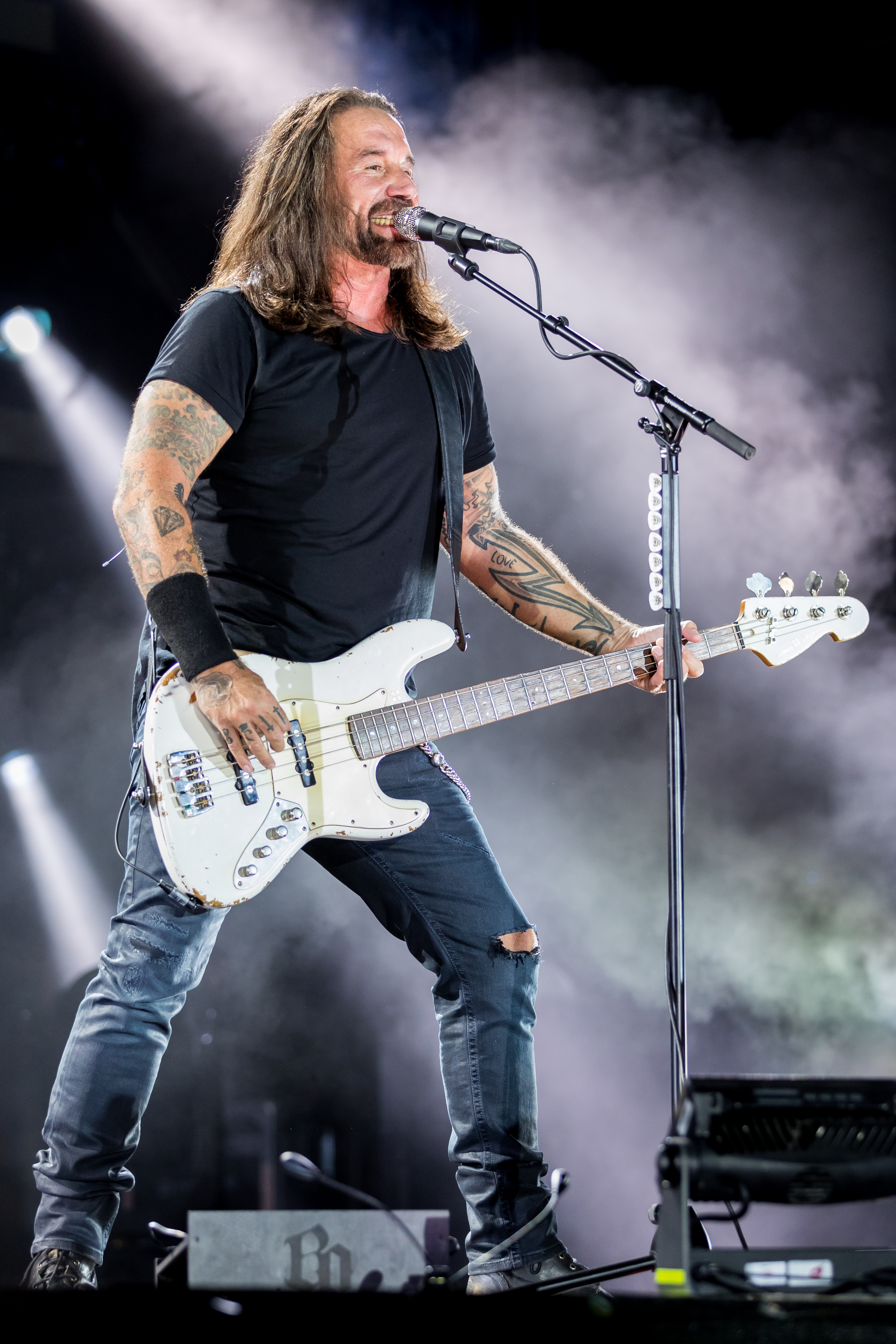
Stephan Weidner (2019)

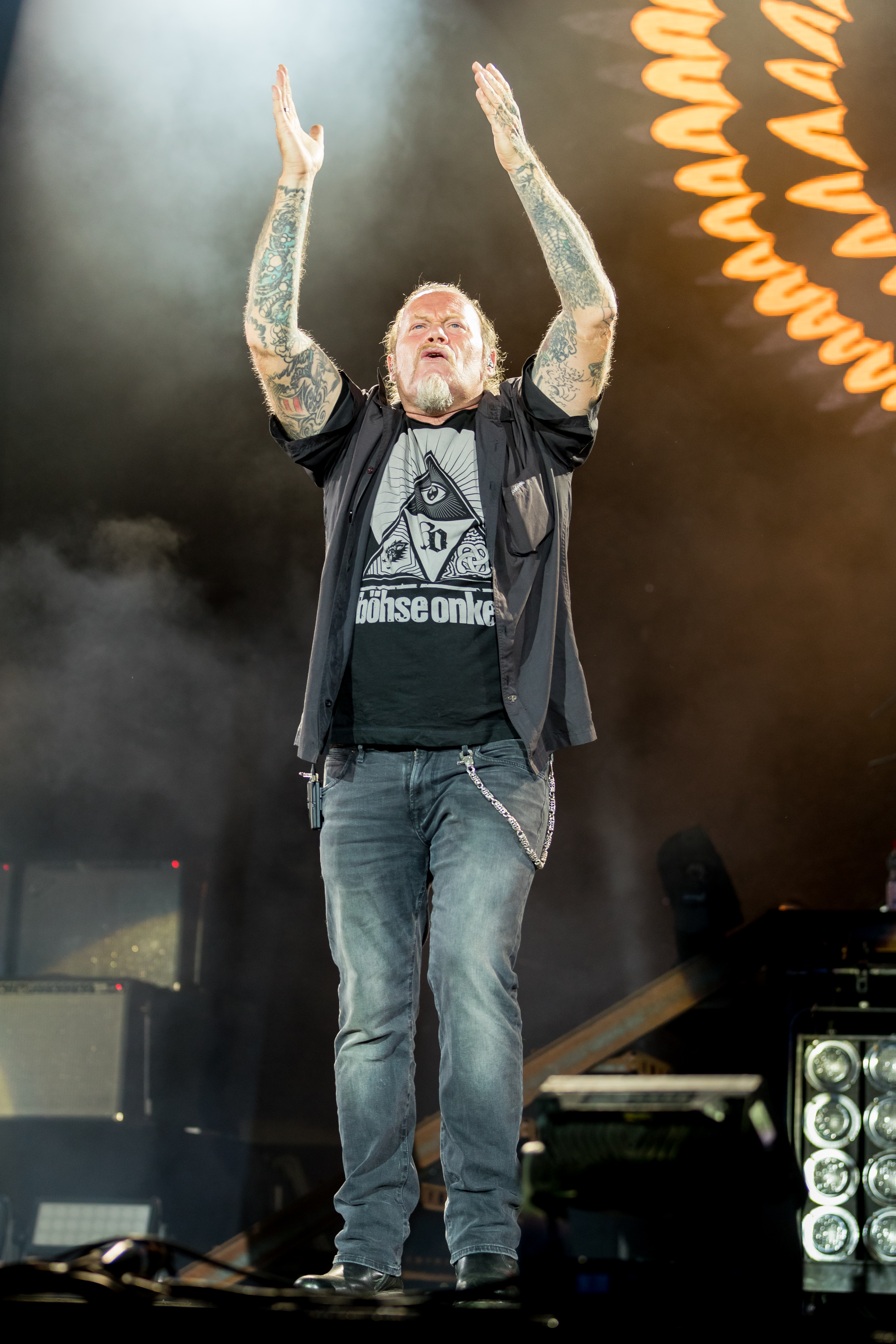
Kevin Russell (2019)

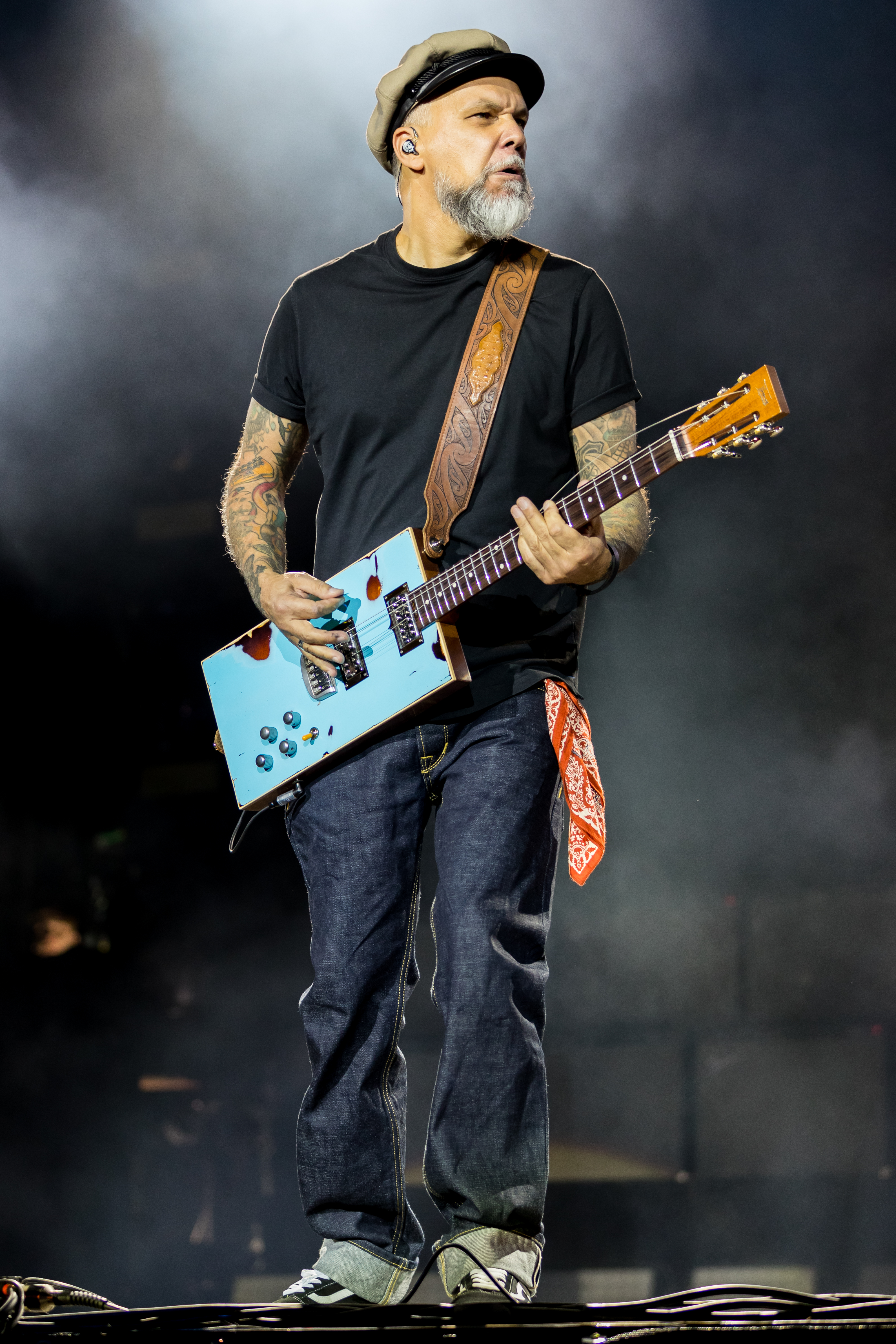
Matthias Röhr (2019)

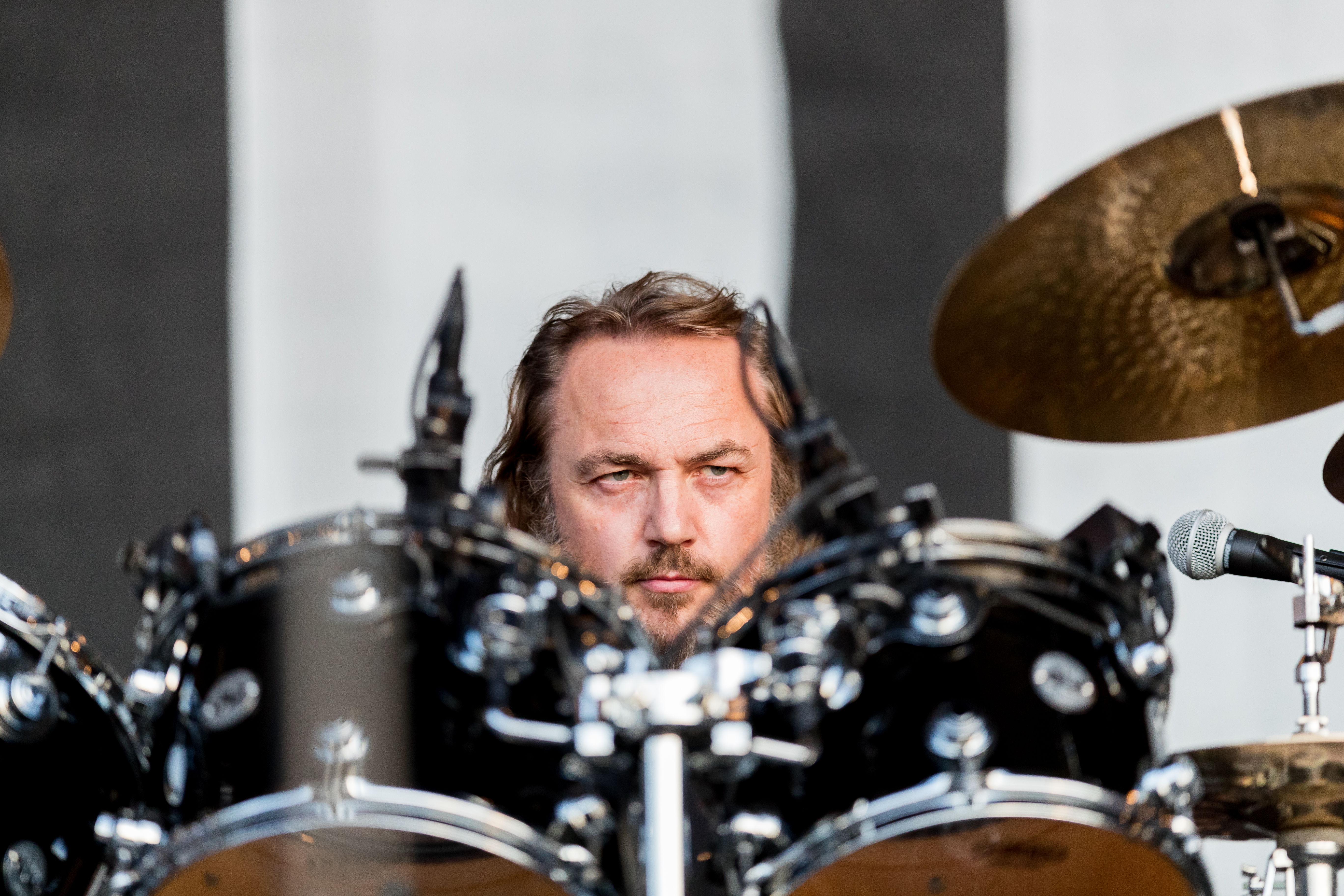
Peter Schorowsky (2018)

### 1980 bis 1981: Gründung
Inspiriert durch Gruppen wie The Clash oder The Stranglers gründeten Stephan Weidner, Kevin Richard Russell und Peter „Pe“ Schorowsky 1979/80 die Band. Den Namen gaben ihnen einige Kinder aus der Nachbarschaft, die ihre jüngeren Geschwister mit den Worten „Vorsicht, da sind die bösen Onkels!“ davor warnten, dass diese ihnen den Schlitten wegnehmen würden.
1981 trat Matthias „Gonzo“ Röhr der Band bei. Er hatte zuvor in der Frankfurter Punk-Gruppe Antikörper Gitarre gespielt und brachte somit Erfahrung in die musikalisch unerfahrene Band. Zunächst spielte Schorowsky das Schlagzeug, Weidner die Gitarre, Röhr den Bass und Russell übernahm den Gesang. Kurz vor der ersten Aufnahme zum Sampler Soundtrack zum Untergang Vol. II tauschten Röhr und Weidner die Instrumente.
Die Gruppe war anfangs in Frankfurt am Main aktiv: Erste Konzerte fanden 1981 im Jugendclub JUZ Bockenheim, in der Batschkapp und im türkischen Familienzentrum am Wiesenhüttenplatz statt – zusammen mit anderen jugendlichen Punk-Bands. Beim letztgenannten Auftritt am 14. November 1981 wurde das ausländerfeindliche Lied Türken raus gespielt. Auf diesen Schmähsong hätten die türkischen Besucher mehrheitlich mit Humor reagiert, so Röhr in seiner Autobiographie. In der Batschkapp dagegen erhielt man daraufhin Hausverbot, wofür sich Gonzo rächte, indem er mit einem Dutzend Skinhead-Kameraden den Musikklub verwüstete.

### 1981 bis 1986: Die Jahre in der Skinhead-Szene und Indizierung
Nach der ersten Demoaufnahme von 1981, die das Stück Türken raus enthielt, nahm die Band noch im selben Jahr ihre erste Single Kill the Hippies – Oi auf und steuerte zwei Lieder zum politisch eher linken Punk-Sampler Soundtracks zum Untergang 2 bei, der 1982 erschien. Da die Punk-Szene aus Sicht der Band immer weiter nach links rückte und andererseits von den Medien versucht wurde, den ursprünglich unangepassten, rebellischen Punk zu einem reinen Modetrend zu kommerzialisieren, verloren die Onkelz das Interesse an dieser Subkultur und orientierten sich immer mehr an der Oi!-Bewegung. Dort sahen sie die Möglichkeit, weiterhin unangepasste, rebellische Musik zu machen, ohne sich politisch vereinnahmen zu lassen.
1983 erschien die zweite Demokassette in einer Auflage von etwa 100 Stück. Diese enthielt das zweite Lied mit ausländerfeindlichem Inhalt, Deutschland den Deutschen. Sie verbreitete sich schnell durch Kopieren in der Skinhead-Szene. Im Sommer desselben Jahres fand das erste Konzert der Band vor Skinhead-Publikum im sogenannten KdF-Bunker, einem alten Fabrikgebäude, das der Band Kraft durch Froide als Proberaum diente, in Berlin statt. Bei diesem Auftritt vor ungefähr 50 Zuschauern wurde das Lied Türken raus zum letzten und das Lied Deutschland den Deutschen zum einzigen Mal live gespielt.
Anfang Mai 1984 folgte die Veröffentlichung des ersten Studioalbums Der nette Mann über das Label Rock-O-Rama, dessen Fokus zu diesem Zeitpunkt noch auf Punk- und New-Wave-Musik lag. Auf diesem Album befanden sich auch die Lieder Stolz und Deutschland, die den Onkelz einen verstärkten Kultstatus in der Skinhead-Szene einbrachten. Am 15. August 1986 wurde Der nette Mann von der Bundesprüfstelle für jugendgefährdende Schriften (BPjS) indiziert. Dies geschah zum einen wegen zweier laut BPjS die „Inhalte des Nationalsozialismus unreflektiert übernehmender“ (Böhse Onkelz) bzw. „tendenziell nationalsozialistischer“ (Frankreich ’84) Texte, zum anderen wegen eines „pornografischen“ Liedes (Mädchen) sowie dreier gewaltverherrlichender Titel (Dr. Martens-Beat, Fußball und Gewalt, Der nette Mann). Kurze Zeit später wurde durch das Amtsgericht Brühl das Album bundesweit wegen Gewaltdarstellung (§ 131 Abs. 1 StGB) beschlagnahmt, was ein Totalverbot der Verbreitung bedeutete. Der nette Mann hatte sich bis dahin mäßig verkauft, die Anfangsauflage betrug 1000 Exemplare, verbreitete sich nun jedoch schnell durch Schwarzkopien in der Oi!-Szene. Erst nach dem Verbot wurde die breitere Öffentlichkeit auf das Album aufmerksam.
Im Herbst des Jahres 1984 wirkten die Onkelz im Rahmen eines Live-Auftritts im Berliner Loft in dem Fernsehfilm Zagarbata von Tabea Blumenschein mit, welcher sich mit der frühen Skinhead- und Punk-Bewegung Anfang der 1980er Jahre in Deutschland beschäftigt und am 19. Mai 1985 veröffentlicht wurde.
Ende des Jahres 1984 begannen Weidner, Röhr und Schorowsky sich langsam von der Skinhead-Szene zu distanzieren, da sie sich zu sehr in ihrer Freiheit zum Beispiel durch bestimmte Dresscodes eingeschränkt fühlten. Zudem wies Weidner 1986 rückblickend darauf hin, dass es „Vorfälle“ gegeben habe, „mit denen wir uns nicht identifizieren können“ und die Band keine Lust mehr darauf gehabt habe, sich „in eine Ecke drängen zu lassen, aus der wir nicht mehr herauskommen“. Russell dagegen identifizierte sich noch bis zum Ende des Jahres 1985 stark mit der Skinheadkultur.
Parallel wurde auch die Trennung vom Label Rock-O-Rama beschlossen, da dieses immer mehr durch neonazistische Veröffentlichungen, beginnend ab dem Jahre 1984 mit Veröffentlichungen von Bands wie zum Beispiel Skrewdriver, Skullhead oder Brutal Attack, auffiel und die Onkelz darüber hinaus finanzielle Differenzen mit dem Label-Chef Herbert Egoldt hatten. Trotzdem musste die Band ihren Plattenvertrag über insgesamt drei Alben erfüllen und veröffentlichte also 1985 noch Böse Menschen – Böse Lieder sowie Mexico, bevor sie sich von Rock-O-Rama trennen konnte. Mexico enthält nur sechs Lieder, weil dem Label so wenig Musikmaterial wie möglich zur Verfügung gestellt werden sollte.
Ein Schlüsselerlebnis für die Band war das letzte Konzert vor reinem Skinhead-Publikum am 9. November 1985 im KdF-Bunker in Berlin. Die Onkelz spielten kurzfristig für eine andere Band, die ausgefallen war. Die dort vom Publikum gezeigten Hitlergrüße und neonazistische Parolen waren aus der Sicht der Onkelz ein weiterer Grund dafür, sich von der Skinhead-Szene zu verabschieden.

### 1986 bis 1992: Erste öffentliche Wahrnehmung
Abgesehen von der Indizierung des Albums Der nette Mann im Jahr 1986 wurde es nach dem Ausstieg aus der Skinhead-Szene zunächst ruhig um die Band. Nach einem Auftritt bei einem von dem Moderator Manfred Sexauer organisierten Benefiz-Konzert in der Nähe von Frankfurt für das SOS-Kinderdorf im selben Jahr trat die Band bis 1989 nicht mehr live auf. 1987 veröffentlichte die Band mit Onkelz wie wir … ein neues Album über das Label Metal Enterprises, welches die Band nach der Trennung von Rock-O-Rama unter Vertrag nahm. Zu dem Tonträger, der sich bis Ende des Jahres etwa 15.000 Mal verkauft hatte, wurde erstmals eine Rezension in einem bundesweit publizierten Musikmagazin, im Metal Hammer, veröffentlicht.
1988 wurde das vierte Album Kneipenterroristen veröffentlicht. Die Tonträger handelten zwar zum Teil noch immer von Alkohol und Gewalt, wurden textlich und musikalisch aber komplexer. Dazu kamen neue Themen wie Götzenverehrung in Falsche Propheten oder psychische Störungen wie Paranoia in Tanz der Teufel beziehungsweise Albträume in Freddy Krüger. Trotz der musikalischen Weiterentwicklung und der langsam zunehmenden Anerkennung innerhalb der Metal-Szene bekam die Band intern massive Probleme aufgrund schwerer Schicksalsschläge, zum Beispiel durch den Tod enger Freunde und die Alkohol- sowie Heroinabhängigkeit des Sängers Kevin Russell.
Das Interesse an den Onkelz wuchs mit den steigenden Verkaufszahlen der Folgealben Es ist soweit, Wir ham’ noch lange nicht genug und Heilige Lieder deutlich. Letzteres erreichte Platz 5 der deutschen Albumcharts und brachte der Band 1995 ihre erste Goldene Schallplatte ein. Im Zuge dieses Erfolgs wurden die Vergangenheit der Onkelz und die Forderung nach einer Namensänderung wiederholt thematisiert.
Als es in den frühen 1990er Jahren zu verschiedenen rassistischen Übergriffen in Deutschland kam, zum Beispiel die Ausschreitungen in Rostock-Lichtenhagen oder der Mordanschlag von Mölln, wurden die Onkelz häufig im Zusammenhang mit rechtsextremer Gewalt erwähnt. Die Gruppe sah sich mit massiver Kritik konfrontiert, die unter anderem dazu führte, dass sich mehrere Radio- und später auch Fernsehsender wie MTV und VIVA weigerten, Onkelz-Lieder zu spielen. Große Verkaufshäuser wie Media Markt, WOM oder Saturn verkauften die Tonträger der Onkelz nicht. Zudem weigerten sich verschiedene Stadtverwaltungen und bekannte Konzertveranstalter wie Rock-am-Ring-Organisator Marek Lieberberg, der damalige Intendant der Alten Oper in Frankfurt am Main David Lieberberg und Axel Schulz, die Band auftreten zu lassen. Musikjournalist Mike Hennessey, der 1992 in der amerikanischen Fachzeitschrift Billboard über den Erfolg des Albums Heilige Lieder vor dem Hintergrund einer erstarkenden Neonazi-Szene in Deutschland berichtete, beurteilte darin die Erfolgsgeschichte der Band als „äußerst rassistisch“.
Dagegen versuchte das Plattenlabel Metal Enterprises, bei dem die Onkelz unter Vertrag standen, bis sie es 1990 aufgrund der immer größer werdenden neonazistischen Tendenzen verließen, gerade mit der Vergangenheit der Band noch neonazistisches Publikum anzusprechen und so Gewinn zu machen. Im Laufe der Zusammenarbeit wurden die Böhsen Onkelz mit dem Geschäftsgebaren von Ingo Nowotny, dem Betreiber von Metal Enterprises, zunehmend unzufriedener. Darüber hinaus habe Nowotny, wie Gitarrist Matthias „Gonzo“ Röhr in seiner im November 2019 im Hannibal-Verlag erschienenen Autobiographie schildert, regelmäßig versucht, auf perfide Weise Zwietracht innerhalb der Band zu säen und von den restlichen drei Bandmitgliedern verlangt, den Bassisten Stephan Weidner aus der Band zu entlassen. Mit dem Album Es ist soweit erfüllten die Böhsen Onkelz die Vertragsvereinbarung, drei Langspielplatten auf Metal Enterprises herausbringen zu müssen, danach verließ die Band das Label im Unfrieden und wechselte wenig später zur Plattenfirma Bellaphon Records. 1994 konnte die Band erfolgreich eine „Best-of“-Veröffentlichung von Metal Enterprises mit dem Titel Könige für einen Tag juristisch stoppen, da deren Cover aus Sicht der Band und zahlreicher anderer Betrachter „einen nationalistischen Eindruck vermittelte“.
Im späten Herbst 1992 fand eine große Pressekonferenz im Römer statt, dem Rathaus der Stadt Frankfurt am Main. Damit unternahmen die Böhsen Onkelz abermals den Versuch, ihre vollzogene Abkehr von der Rechtsradikalität öffentlich zu untermauern und eine künftige Zusammenarbeit mit der bürgerlich etablierten Veranstaltungsbranche zu lancieren. Der Pressekonferenz wohnten Vertreter der Konzert- und Bühnenkultur wie der Betreiber des Frankfurter Musikclubs Batschkapp Ralf Scheffler, die beiden Konzertveranstalter Fritz Rau und Ossy Hoppe, Alte-Oper-Intendant David Lieberberg sowie der Rechtsanwalt und Publizist Michel Friedman bei. Doch lediglich der Kabarettist Matthias Beltz und der Grünen-Politiker Daniel Cohn-Bendit sprachen sich dafür aus, die vierköpfige Rockband gesellschaftlich zu rehabilitieren. Daniel Cohn-Bendit war zu dieser Zeit Dezernent des Amtes für multikulturelle Angelegenheiten in der Hessenmetropole Frankfurt. Abends berichtete das Nachrichtenmagazin heute-journal des Fernsehsenders ZDF über die Pressekonferenz. Besonders bedauerlich für Onkelz-Gitarrist Matthias Röhr war, wie er in seiner 2019 publizierten Autobiographie Gonzo schreibt, dass sich der von ihm geschätzte Konzertpromoter Fritz Rau nicht von einer geschäftlichen Kollaboration mit den Böhsen Onkelz überzeugen ließ. In den 1960er Jahren war Veranstalter Fritz Rau einer der ersten Organisatoren von Blues-Konzerten in Deutschland gewesen, im Rahmen des American Folk Blues Festival, einer von Gitarrist Matthias Röhr seit Jugendtagen glühend verehrten Musikrichtung. Während der Pressekonferenz stürmten linke Aktivisten den Saal im Römer mit selbst gemalten Anti-Onkelz-Transparenten.

### 1992 bis 1997: Zwischen Kritik und Erfolg
Trotz der massiven öffentlichen Kritik waren die Onkelz weiterhin erfolgreich und schafften es 1993 mit den beiden Alben Weiß und Schwarz auf Platz 10 bzw. 12 der deutschen Albumcharts. Mit dem Lied Deutschland im Herbst befand sich auf dem Album Weiß auch ein Titel, mit dem sich die Band gegen die rechtsextreme Szene und deren rassistische Übergriffe positionierte. Im Dezember 1993 äußerte sich Stephan Weidner dazu in einem Interview mit dem Titel Für die Tauben und die Blinden… in der Zeitschrift Rock Hard:

„Die Vorfälle im letzten Jahr, Rostock, Mölln, und so weiter, sind an uns nicht spurlos vorbeigegangen. ‚Deutschland im Herbst‘ ist unsere Reaktion auf diese Ausschreitungen, und die Wortwahl zeigt deutlich, was wir davon halten: ‚Braune Scheiße‘, das sind diese Chaoten für mich, nicht mehr und nicht weniger.“

Am 31. Dezember 1993 endete der Vertrag zwischen der Band und der Plattenfirma Bellaphon, der zum 1. Januar 1991 geschlossen worden war und drei Studioalben sowie ein Live-Album umfasste. Zwar konnten sich die Böhsen Onkelz mithilfe von Bellaphon und dessen Inhaber Branko Zivanovic in der Musikbranche weiter professionalisieren, trotzdem sei gegen Ende der Vertragslaufzeit, wie Gitarrist Matthias Röhr in seiner Autobiographie schreibt, der Eindruck geblieben, finanziell „über den Tisch gezogen“ worden zu sein. 1994 wurde der Böhse Onkelz Supporter Club (B.O.S.C.) als offizieller Fanclub der Band gegründet. Dieser war bis zum Jahr 2002 auf 2000 Mitglieder begrenzt. Mit Hilfe des ehemaligen Landtagsabgeordneten der Grünen Michael Schmelich und des Dezernenten für Multikulturelle Angelegenheiten der Stadt Frankfurt Daniel Cohn-Bendit gingen die Onkelz im Jahre 1994 erstmals auf eine ausgedehnte Deutschland- und Österreich-Tournee. In dieser Zeit konnte Russell auch erfolgreich seine Abhängigkeit von Heroin und Alkohol bekämpfen, die zu diesem Zeitpunkt für ihn lebensbedrohliche Ausmaße angenommen hatte. Im März 1995 wechselten die Onkelz zum Plattenlabel Virgin Records und waren damit erstmals bei einem Major-Label unter Vertrag. Die Vertragsverhandlungen fanden unter Ausschluss der Öffentlichkeit und unter dem Decknamen Rainbow Projekt statt. Dort brachten sie noch im gleichen Jahr das Album Hier sind die Onkelz heraus, das Platz 5 der deutschen Albumcharts erreichte.
1996 folgte das Album E.I.N.S., auf dem sich mit Enie Tfahcstob rüf Ediona-RAP ein Titel befand, der den zuvor von verschiedenen Journalisten erhobenen Vorwurf versteckter Rückwärtsbotschaften in Liedern der Band scharf kritisierte und als absurd darstellte. Außerdem reagierte die Band mit dem Titel Ihr sollt den Tag nicht vor dem Abend loben auf Äußerungen der beiden Bands Die Ärzte und Die Toten Hosen, welche sich wiederholt kritisch gegenüber den Böhsen Onkelz geäußert hatten, u. a. in dem Ärzte-Lied Schrei nach Liebe.
Im September 1997 wurde die vom Autor Edmund Hartsch verfasste offizielle Bandbiografie Böhse Onkelz – Danke für nichts veröffentlicht, die sich nach Angaben auf der Website der Band bereits über 100.000 Mal verkaufte (Stand November 2015).

### 1997 bis 2004: Platz 1 in den Charts
Ende der 1990er Jahre nahmen Media Markt und World of Music die Platten der Gruppe wieder in den Verkauf. Dies und die angewachsene Fan-Gemeinde der Onkelz sorgten 1998 dafür, dass die Band mit dem Album Viva los Tioz zum ersten Mal Platz 1 der deutschen Albumcharts erreichte. Aufgrund des großen Erfolges gab es 1999 erstmals eine Nominierung für den Echo in der Kategorie Rock/Pop: Gruppe des Jahres national, der aber nicht gewonnen wurde. Wegen der steigenden Prominenz der vier Bandmitglieder begannen einige Fans, tagelang vor den Wohnhäusern der Musiker zu zelten oder deren Privatgrundstücke zu betreten und durch die Fenster ihrer Behausungen zu spähen. Zum Schutz ihrer Privatsphäre wanderten die vier Gruppenmitglieder darum im Januar 1999 gemeinsam nach Dublin aus.
Im Herbst 1999 sendete das WDR-Fernsehen eine 12-teilige Dokumentarfilmreihe mit dem Titel Pop 2000 über die Entstehungsgeschichte der Rock- und Pop-Kultur. In der letzten Ausgabe der Serie, Made in Germany, legen die Musiker Wolfgang Niedecken, Campino und Herbert Grönemeyer ihre damalige Meinung über die Böhsen Onkelz dar: Niedecken setzte sich abermals dafür ein, der Frankfurter Rockband eine zweite Chance zu gewähren, und Campino zeichnete, nach jahrelanger Ablehnung der Band, ein zunehmend differenziertes Bild der Onkelz. Grönemeyer dagegen warf den Onkelz in Bezug auf die Weigerung der Gruppe, sich einen neuen Bandnamen zuzulegen, um auch dadurch eine klare Abgrenzung zu ihrer extremistischen Vergangenheit zu signalisieren, „Etikettenschwindel“ vor. Ebenso kommt der Techno-DJ Sven Väth, ein alter Freund der Onkelz, in dieser Folge von Pop 2000 zu Wort. Die von vielen gesellschaftlichen Seiten geforderte Änderung des Bandnamens thematisieren die Böhsen Onkelz in ihrem Song Danke für nichts, der auf dem Album Hier sind die Onkelz von 1995 erschien.
Nachdem der Vertrag mit dem Plattenlabel Virgin nach drei Studioalben 1998 ausgelaufen war, gründete die Band ihr eigenes Label Rule 23 Recordings (2004 kurzzeitig Regel 23 Recordings). Virgin übernahm weiterhin den Vertrieb. Inspiriert von den Mythen und Sagen über Geister und Kobolde ihrer neuen Zweitheimat und dem nebeligen Herbst- und Winterwetter Ende 1999 und Anfang 2000 in Irland, entwickelten sich die Songs des nächsten Albums, das die Onkelz in den Totally Wired Studios in Dublin aufnahmen, entsprechend morbide, abgründig und apokalyptisch. Das in dieser künstlerischen Atmosphäre entstandene Album Ein böses Märchen … aus tausend finsteren Nächten erschien im März 2000, erreichte ebenfalls Platz 1 in den deutschen Albumcharts und wurde innerhalb der ersten 48 Stunden nach Verkaufsstart über 300.000 Mal verkauft.
Vom musikalischen Wesen her vergleicht Gitarrist Matthias Röhr die Scheibe Ein böses Märchen … in ihrer Düsternis mit dem zehn Jahre zuvor erschienenen Onkelz-Album Es ist soweit, das sich ebenfalls mit Themen wie dem Tod befasst. Für die Singleauskopplung Dunkler Ort wurde erstmals ein Musikclip produziert, für dessen visuelle Umsetzung das düstere Museum samt Bar des Schweizer Surrealisten und Oscarpreisträgers HR Giger in Gruyères als Schauplatz für die Dreharbeiten genutzt wurde. Für die künstlerische Gestaltung des Videoclips engagierten die Onkelz den Drehbuchautor und Regisseur Axel Glittenberg, in Zusammenarbeit mit Edmund „Eddy“ Hartsch, dem Presse- und Öffentlichkeitsarbeiter der Band. Die Kosten für den Videoclip beliefen sich auf 250.000 D-Mark, wofür die Plattenfirma Virgin Records mit einem Vorschuss aufkam.
Als die Onkelz im Rahmen der dazugehörigen Tournee im Mai 2000 ein Konzert in der Dortmunder Westfalenhalle gaben, wurde die Sicherheitsfirma IH Security von Onkelz-Tourmanager Thomas Hess, die für einen geordneten Ein- und Auslass an der Halle sorgte, von etwa 100 Mitgliedern des Motorradclubs Hells Angels unterstützt, um mögliche politisch extremistische Gruppen wie die NPD nicht in die Westfalenhalle gelangen zu lassen. Nach dem Konzert erschien ein Einsatzkommando der Polizei vor der Halle und nahm sämtliche Mitglieder der Hells Angels, teilweise am Boden liegend und die Hände mit Kabelbinder gefesselt, vorübergehend in Gewahrsam. Mit dieser Präventivmaßnahme wollte die Polizei ein Aufeinandertreffen der beiden rivalisierenden Motorradclubs Hells Angels und Bandidos im Bezirk verhindern. Der ehemalige Tourmanager der Onkelz Thomas Hess, der seit 1992 für die Band arbeitete und im April 2018 starb, war früher Präsident des Motorradclubs Bones MC in Frankfurt am Main gewesen.
Mit dem Album Dopamin, das 2002 erschien, erreichten die Onkelz zum dritten Mal in Folge Platz 1. Des Weiteren wurde die Band 2001 und 2003 erneut in der Kategorie Rock/Pop: Gruppe des Jahres national für den Echo nominiert. In dieser Zeit brachte die Band mehrfach ihre Ablehnung gegenüber politischem Extremismus jeglicher Art zum Ausdruck, nahm an mehreren Rock-gegen-Rechts- sowie Rock-gegen-Gewalt-Konzerten teil und engagierte sich in sozialen Projekten, versuchte aber nicht, mit ihren Texten die politische Meinung ihrer Fans maßgeblich zu beeinflussen.
Trotzdem sorgte ihre Vergangenheit weiterhin für Debatten. Eine Sondersendung mit dem Titel MTV Masters des Popfernsehsenders MTV über die Band wurde nach deren Meinung verfälscht, woraufhin die Onkelz 2002 die Single Keine Amnestie für MTV veröffentlichten, die in Deutschland den 2. Platz der Charts erreichte. In dem Dokumentarfilm MTV Masters äußerten sich Die Ärzte, der Regisseur Benjamin Reding, der 2000 den Skinhead-Spielfilm Oi! Warning veröffentlicht hatte, und der NPD-Pressesprecher Jörg Hähnel über die Onkelz. Einen weiteren Höhepunkt erreichte die Kontroverse im August 2003, als die Böhsen Onkelz beim Konzert auf dem Expo-Gelände in Hannover als Vorgruppe der Rolling Stones auftraten: German Nazi Punk Band to open for the Rolling Stones titelte die amerikanische Boulevardzeitung New York Post in ihrer Ausgabe vom 2. Juni 2003.
Im Vorfeld des deutschen Auftakts der Rolling-Stones-Tournee, die den Namen Licks-Tour trug, habe Sänger Mick Jagger während einer Pressekonferenz in München geantwortet: „Die Onkelz sind eine gute Band.“ Und Gitarrist Keith Richards kommentierte: „Ich hoffe, die sind so schlimm wie ihr Ruf.“ Im Juli desselben Jahres ging die Band unter dem spanischen Pseudonym Los Tioz in Deutschland auf Tour durch kleine Musikclubs, zum Beispiel traten sie im Rockclub Hirsch in Nürnberg auf. Darüber hinaus spielten sie jeweils zweitägige Freiluftkonzerte in Ferropolis und auf der Freilichtbühne Loreley.

### 2004 bis 2005: Vorläufiges Ende

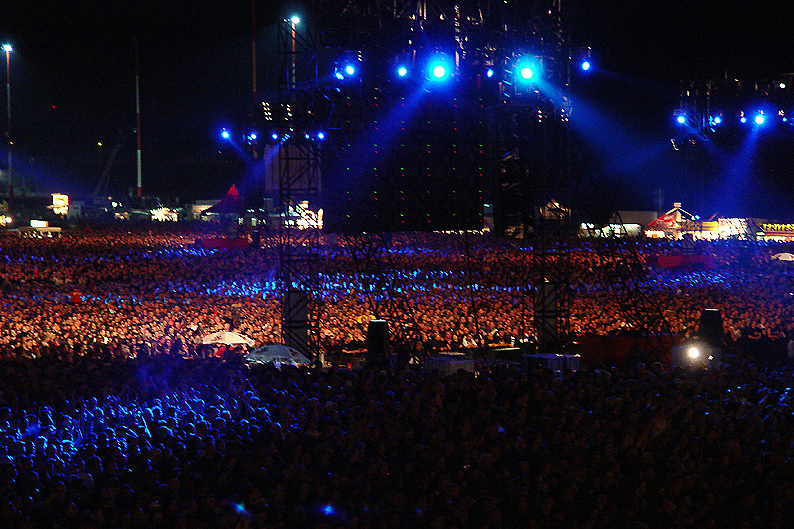
120.000 Besucher beim Konzert

Bühne mit der Aufschrift „Danke für alles!“

Am 23. Mai 2004 kündigten die Onkelz ihren Rückzug aus dem aktiven Musikgeschäft an.

„Aber – seien wir ehrlich zu uns – das ist die logische Konsequenz aus allem. Aus den vergangenen 24 Jahren, aus dem Keller in Hösbach und der ausverkauften Festhalle in Frankfurt. Die Onkelz hatten nie die Ambition, als Rockeremiten mit ergrautem Haar auf dem Rockolymp anzukommen, sondern wenn mit vollem Elan und nicht schon auf dem absteigenden Ast sitzend.“

Nach dem Erscheinen des letzten Studioalbums Adios und dessen Sprung an die deutsche Chartspitze, einem Auftritt am 5. August beim Wacken Open Air und der ausverkauften Tournee La Ultima fand am 17. und 18. Juni 2005 ein Abschieds-Open-Air-Festival unter dem Namen Vaya con Tioz (‚Geh mit den Onkelz‘) am EuroSpeedway Lausitz statt. Die Polizei Brandenburg schätzte, dass über 120.000 Camper und 20.000 Tagesbesucher kamen.
Während der finalen Tournee 2004 kam es zum Bruch zwischen Gitarrist Matthias „Gonzo“ Röhr und Bassist Stephan Weidner. Stein des Anstoßes war die Ausgabe Nr. 14 des von dem bandeigenen Fanclub produzierten BOSC-Fanzines, in dem Edmund Hartsch, der Pressewart der Böhsen Onkelz, unter der Überschrift Hilfe, die Onkelz hören auf. Oder: Was soll denn nun aus meinem Leben werden? einen vierseitigen Aufsatz veröffentlichte, in dem Hartsch den Bassisten Stephan Weidner als alleinigen leitenden Geist innerhalb der Band darstellte, dem sich die restlichen drei Bandmitglieder unterordnen würden. Ferner bezeichnete Verfasser Edmund Hartsch den Schlagzeuger Pe Schorowsky als „verlässlich, aber ein bisschen faul“, außerdem sei Schorowsky innerhalb des Bandgefüges „nicht viel zu sehen“ gewesen. Den für ihn kränkenden Aufsatz im druckfrisch erschienenen BOSC-Fanzine bekam Gitarrist Gonzo nach dem ersten Konzert der La Ultima-Tournee am 28. August 2004 in der Ostbayernhalle in Rieden-Kreuth in der Garderobe zu lesen, wodurch ein verbal lautstarker Streit zwischen Gonzo und Stephan Weidner entbrannte. Bis zum nächsten Auftritt tags darauf in der Karlsruher Europahalle mussten deshalb Helfer die betreffenden Seiten mit dem Hartsch-Essay aus dem BOSC-Fanzine herausreißen, bevor das Magazin weiter an den Merchandising-Ständen der Abschiedstournee verkauft werden durfte. Danach lag die Freundschaft zwischen Gonzo und Weidner neun Jahre lang auf Eis – bis zur Versöhnung aus Anlass des Comebacks der Onkelz 2014.
Anlässlich des zweitägigen Farewell-Festivals Vaya Con Tioz auf dem Lausitzring am 17. und 18. Juni 2005 wurde ein eigenes Bier namens BOB (Böhse-Onkelz-Bier) mit speziellem Design in einer Auflage von 250.000 Dosen produziert.
Neben den Onkelz als Headliner spielten am Lausitzring als Vorgruppen am ersten Konzerttag die Wonderfools, Discipline, Sub7even, D-A-D, Motörhead, Machine Head und am zweiten Konzerttag Psychopunch, J.B.O., Pro-Pain, In Extremo, Rose Tattoo und Children of Bodom. Darüber hinaus hatten Bands wie Misfits und Turbonegro zunächst ihr Kommen zugesagt. Aufgrund des öffentlichen Drucks sprangen sie jedoch ab. Auch Marky Ramone sagte wenige Tage vor dem Konzert ab, da ihm in den Vereinigten Staaten mit Boykott gedroht wurde. Da die Onkelz an den beiden Tagen neben vielen anderen Titeln aus den vergangenen 25 Jahren auch das indizierte Stück Der nette Mann vom gleichnamigen Debütalbum spielten, führte dies zu einer Anzeige. Im Vorfeld des Festivals wurde festgelegt, dass ein Großteil des Gewinns in die B.O. Management AG, vertreten durch Geschäftsführer Matthias Martinsohn, fließen und der Gewinn nicht wie üblich durch die vier Bandmitglieder der Böhsen Onkelz geteilt werden würde. Mit dieser Regelung war jedoch Gitarrist Matthias „Gonzo“ Röhr nicht einverstanden, so dass Röhr damit drohte, nicht zum Festival auf dem Lausitzring zu erscheinen, sollte der dividierte Gewinn nicht wie bei den bisherigen Tourneen an die Bandmitglieder ausgezahlt werden. Aus diesem Grund wurde vorsorglich ein Studiogitarrist im Hintergrund engagiert, der im Ernstfall beim zweitägigen Open Air für Gonzo hätte einspringen können, wenn dieser nicht angereist wäre.
Auf dem Zeltplatz des Abschiedsfestivals Vaya Con Tioz gab die Deutschrock-Band Frei.Wild, die damals einen noch geringen Bekanntheitsgrad besaß, ein kleines Konzert, das nicht zum offiziellen Rahmenprogramm des Onkelz-Festivals gehörte, sondern eigens und unabhängig organisiert war. Sieben Jahre später, ab 2012, ging Onkelz-Gitarrist Matthias „Gonzo“ Röhr eine kreative Partnerschaft mit Frei.Wild-Sänger Philipp Burger ein.

### 2005 bis 2014: Intermezzo
Am 16. Februar 2007 wurde das letzte Konzert unter dem Namen Vaya con Tioz auf vier DVDs veröffentlicht. Ebenso folgte Mitte November desselben Jahres die Neuaufnahme des Albums Onkelz wie wir …. Für Vaya con Tioz erhielt die Band 2008 in der Kategorie Musik-DVD-Produktion (national) nach einigen erfolglosen Nominierungen ihren ersten und einzigen Echo.
Stephan Weidner und Matthias Röhr haben seit dem Ende der Onkelz bereits mehrere Solo- und Livealben veröffentlicht.
Auch nach der Auflösung der Band finden deutschlandweit jährlich zahlreiche Veranstaltungen rund um das Thema Böhse Onkelz statt. So findet zum Beispiel seit Sommer 2006 regelmäßig ein Musikfestival mit dem Titel Größte Onkelz Nacht Deutschlands (G.O.N.D.) statt, zu dem im Jahr 2012 etwa 20.000 Karten verkauft wurden.
Im November 2007 belegte die Band Platz 25 bei der Fernsehsendung Unsere Besten – Musikstars aller Zeiten aus der Fernsehreihe Unsere Besten des ZDF. 2014 berichtete Der Tagesspiegel, dass die Sendung manipuliert worden sei und die Böhsen Onkelz die meisten Stimmen bei der Zuschauerabstimmung erhalten hatten. Laut Aussage des ZDF-Sprechers Alexander Stock wurde unter Mitwissen des damaligen Programmdirektors Thomas Bellut eine „Neuberechnung“ der Abstimmungsergebnisse durchgeführt, die damit begründet wurde, dass sogenanntes Blockvoting von Fangruppen herausgefiltert werden sollte, aber dieses gleichzeitig bei den in der Sendung bestplatzierten Künstlern nicht ausgeschlossen werden könne.
Nach einer ersten Stellungnahme im Oktober 2010 auf der Internetseite der Band wandte sich Stephan Weidner im Dezember über einen Beitrag in seinem Blog und Interviews in den Zeitschriften Rock Hard sowie Metal Hammer an die Fans. Er ließ verlauten, dass in Wahrheit die Drogenabhängigkeit des Sängers Kevin Russell der Auslöser für die Auflösung der Band gewesen sei. Die Auflösung sollte verhindern, dass das Ansehen der Band ernstlichen Schaden nimmt. Vorausgegangen war ein Verkehrsunfall mit zwei Schwerverletzten, den Kevin Russell mit seinem Fahrzeug unter Drogeneinfluss in der Silvesternacht 2009 verursacht hat. Am 4. Oktober 2010 wurde Kevin Russell vor dem Frankfurter Landgericht zu einer Haftstrafe von zwei Jahren und drei Monaten verurteilt.
Vom 27. Juni bis zum 2. Juli 2011 wurde im Berliner HAU-Theater ein Theaterstück unter der Regie von Tamer Yiğit und Branka Prlic über die Band-Geschichte der Onkelz aufgeführt, das mit Mitteln des Hauptstadtkulturfonds gefördert wurde.
Von Sänger Kevin Russell kam regelmäßig, etwa zwischen 2010 und 2012, der Vorschlag für eine Reunion der Böhsen Onkelz, womit Russell öfter in Gesprächen an Gitarrist Matthias Röhr herantrat, trotz der wieder aufflammenden Drogensucht von Kevin Russell und damit einhergehenden gesundheitlichen Problemen. Am 31. August 2012 kam das erste Soloalbum von Peter Schorowsky mit dem Titel Dreck und Seelenbrokat in die Läden. In einem Interview mit der Leipziger Volkszeitung erklärte Schorowsky, dass er eine Onkelz-Wiedervereinigung nicht ausschließe: „Es ist gar nicht mal so weit hergeholt, dass Kevin (Russell) wieder mal für die Onkelz singt. Es könnte sein, dass wir nächstes Jahr alle vier etwas zusammen machen. Theoretisch ist es möglich – an der praktischen Umsetzung wird gearbeitet. Ich fand das Schlussmach-Ding auf dem Lausitzring damals sehr egoistisch.“
Die endgültige Entscheidung, die Rockband Böhse Onkelz wiederzubeleben, fiel am 3. Oktober 2013 während eines Meetings von Gitarrist Matthias Röhr, Schlagzeuger Peter Schorowsky, Bassist Stephan Weidner und Sänger Kevin Russell in den Räumlichkeiten der Kanzlei des Rechtsanwalts Claude Leyer in Frankfurt am Main. In den Wochen davor hatten Schlagzeuger Schorowsky und Gitarrist Röhr bereits seit September miteinander in E-Mail-Kontakt gestanden und dieses Treffen vereinbart, um den bürokratischen Weg für ein mögliches Comeback zu ebnen. In der Kanzlei von Jurist Claude Leyer begegneten sich Gitarrist Matthias Röhr und Bassist Stephan Weidner das erste Mal seit über acht Jahren persönlich, dabei konnten sich Röhr und Weidner miteinander versöhnen und die Streitigkeiten der Vergangenheit beilegen. Am 26. November 2013 gründen Peter Schorowsky und Matthias Röhr in Günzburg zusammen die Firma E.I.N.S. GmbH. Deren Gegenstand ist unter anderem die Planung, Betreuung und Durchführung von Musikveranstaltungen aller Art sowie die Betreuung von Musikgruppen, insbesondere gegenüber Konzertveranstaltern. Die E.I.N.S. GmbH ist auch Betreiber der Website onkelz.de. Als Bedingung für eine Wiedervereinigung hatte Gitarrist Matthias „Gonzo“ Röhr vorausgesetzt, die ehemalige B.O. Management AG nicht zu reaktivieren, sondern das Unternehmen Böhse Onkelz überschaubar und minimalistisch neu zu strukturieren und zu verschlanken, wobei etliche Aufgaben künftig externe Dienstleister projektbezogen übernehmen sollen.

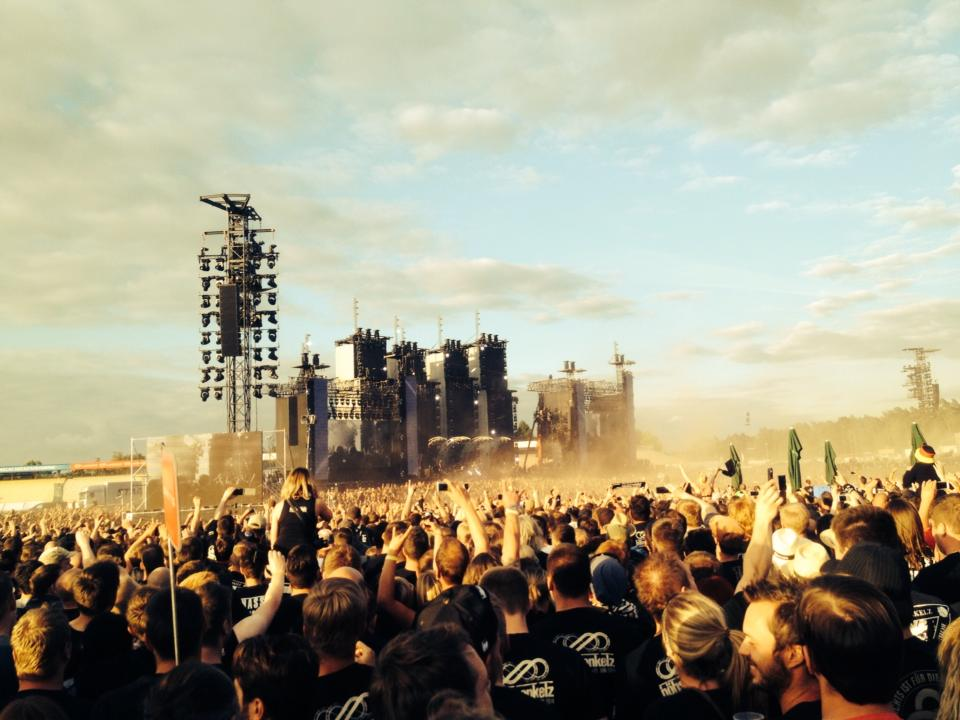
„B.O.-City“ – Bühne beim Comeback-Konzert am 20. Juni 2014 auf dem Hockenheimring

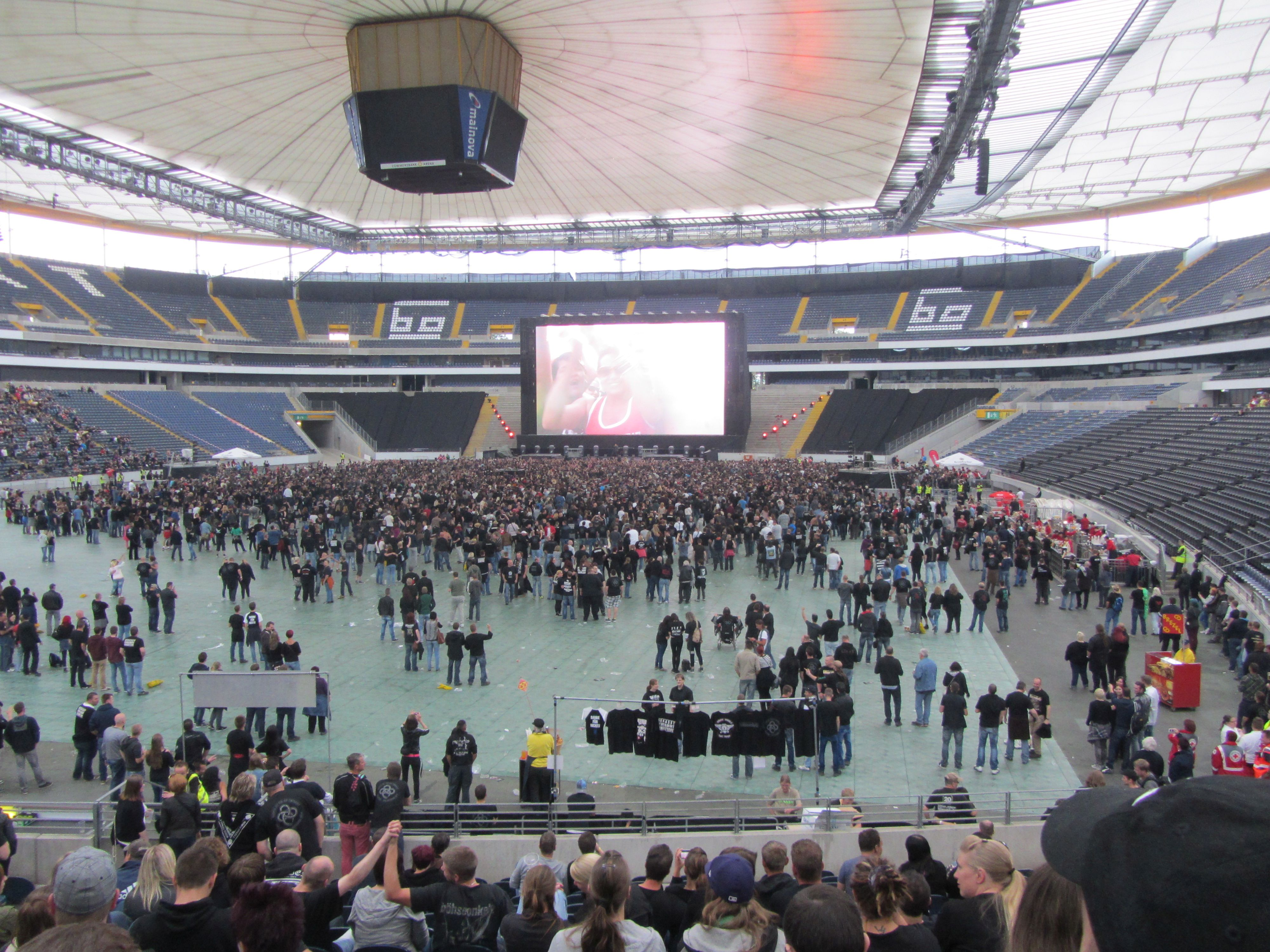
Public Viewing des Comeback-Konzerts in der damaligen Commerzbank-Arena in Frankfurt/Main

### 2014 bis 2019: Comeback-Konzerte und Memento
Bei zwei Comeback-Konzerten am 20. und 21. Juni 2014 auf dem Hockenheimring vor jeweils rund 100.000 Zuschauern spielten die Onkelz nach Ansicht von Spiegel-Online-Reporter Arno Frank „soliden Altherrenrock“ und „eine Reihe überraschend tranfunzeliger Balladen“. Neun Jahre nach der offiziellen Auflösung sei das „gemeinsame Außenseitertum […] die einzige Botschaft der Band“, so Frank. Metal-Hammer-Redakteur Marco Götz sah hingegen „die Onkelz in bestechender Form“: Gonzo schüttele „sich mit Cowboy-Hut ein treffsicheres Solo nach dem anderen aus dem Ärmel, während Pe hinter der Schießbude nach all den Jahren immer noch den unerschütterlichen Fels in der Brandung mimt. Kevin Russells Stimme aus der Gosse harmoniert nach wie vor bestens mit Stephan Weidner, dessen Bass den Hockenheimring nicht selten zum Vibrieren bringt.“ Zur Eröffnung der Konzerte trat an beiden Abenden für eine kurze Anmoderation der Schauspieler Ben Becker auf die Bühne. Während der beiden Open-Air-Konzerte erhielt die vierköpfige Rockband musikalische Unterstützung von der Neuen Philharmonie Frankfurt unter Leitung des Dirigenten Patrik Bishay, die neben der Band auf der Bühne saß und einige Onkelz-Songs mit Streichern begleitete, etwa das eröffnende Stück 28 und die Ballade Der Himmel kann warten. Von dieser künstlerischen Begegnung inspiriert, nahmen die Böhsen Onkelz später 2015 ein rein orchestrales Album mit Onkelz-Songs im Klassik-Gewand auf, wobei Gitarrist Matthias Röhr bei diesem Album-Projekt in Zusammenarbeit mit Dirigent Patrik Bishay federführend wirkte. 2014 gewann die Band den Metal-Hammer-Award in der Kategorie Best German Band.
2015 spielte die Band an zwei aufeinanderfolgenden Wochenenden vier weitere Konzerte auf dem Hockenheimring vor insgesamt über 350.000 Zuschauern und wurde dafür vom Konzertveranstalter Wizard Promotions für „die erfolgreichsten aufeinanderfolgenden Einzelveranstaltungen in der deutschen Konzertgeschichte“ mit einem Preis ausgezeichnet.
Am 4. September 2015 erschien mit der Single Wir bleiben der erste neue Song seit dem Comeback der Onkelz. Das Lied entstand während der Proben für die vier Konzerte auf dem Hockenheimring. Gleichzeitig wurde für den Herbst 2016 ein neues Studioalbum angekündigt. Im Juni 2016 veröffentlichte die Band die DVD Böhse für’s Leben, welche auf Anhieb Platz 1 der deutschen Albumcharts erreichte. Am 28. Oktober 2016 erschien schließlich das Comeback-Album Memento, das ebenfalls die Chartspitze belegte.
Im Jahr 2017 folgten das Livealbum Live in Dortmund II und das Videoalbum Memento – Gegen die Zeit + Live in Berlin, die beide auf der Memento-Tour aufgenommen wurden.
Ende 2017 gab die Band auf Facebook bekannt, an einer Wiederaufnahme des 1988 erschienenen Albums Kneipenterroristen zu arbeiten. Diese erschien am 10. Oktober 2018 und erreichte Platz 3 der deutschen Charts.

### Seit 2019: 17. Studioalbum, 40-jähriges Jubiläum und anschließende Touren
Ende September 2019 kündigte die Band auf ihrer Website ihr selbstbetiteltes 17. Studioalbum Böhse Onkelz an, das im Februar 2020 veröffentlicht wurde. Mit dem Album erreichte die Gruppe zum elften Mal die Spitze der deutschen Albumcharts, wodurch sie, zusammen mit der Band Rammstein, die Hard-Rock-Band mit den meisten Nummer-eins-Alben in Deutschland ist.
Die Band feierte 2022, verzögert um zwei Jahre auf Grund der COVID-19-Pandemie, ihr über 40-jähriges Bestehen mit drei Jubiläumskonzerten in Frankfurt sowie einer anschließenden Tour durch Deutschland und Österreich. Nach einer zweijährigen Konzertpause spielte die Gruppe bei einer Open-Air-Tour zwölf Konzerte in Deutschland. Für 2025 ist eine Tour durch die Arenen vieler deutscher Großstädte sowie Zürich und Wien geplant. Die Tour war bereits am Tag des Vorverkaufsstarts im November 2024 ausverkauft.

## Stil

### Musik
In ihrer Anfangsphase wurde die Gruppe von Punk-Bands wie The Clash, The Stranglers, Public Image Ltd., The Jam, The Damned oder Sham 69 inspiriert. Mit dem Aufkommen der Oi!-Bewegung in Großbritannien und deren Ausbreitung nach Deutschland wurden Gruppen wie Cockney Rejects, Cock Sparrer oder Angelic Upstarts zu ihren musikalischen Vorbildern. Des Weiteren waren Matthias Röhr und Stephan Weidner Fans des amerikanischen Bluesrock-Musikers Stevie Ray Vaughan, dem sie nach dessen Tod das Instrumentalstück Tribute to Stevie auf dem Album Weiß von 1993 widmeten.
Der musikalische Stil der Band hat sich immer wieder geändert. Von der Bandgründung bis etwa 1985 spielte sie Oi!-Punk, bei dem ab 1983 Ska- und ab 1985 Hard-Rock-Einflüsse hörbar wurden. Genre-untypisch waren die zahlreichen Soli des Gitarristen. Ab dem Album Onkelz wie wir … veränderte sich ihre Musik in Richtung Heavy Metal, wobei spätere Alben, beginnend mit Heilige Lieder, fast ausschließlich dem Hard Rock mit Einflüssen verschiedenster Musikrichtungen zuzuordnen sind. Zum Beispiel kombinierte die Band ihre Hard-Rock-Rhythmen auf dem Album Viva los Tioz mit elektronischen Klängen mittels Computer- und Synthesizer-Effekten, was auf den folgenden Alben fortgeführt wurde.
Das Instrumentalstück Lt. Stoned ist im Psychedelic-Rock-Stil gehalten und wurde vom Schlagzeuger Peter Schorowsky mitkomponiert. Die Hammond-Orgel spielt Fred Bauer von der Band New Deal. Ein weiteres Beispiel für dieses Genre ist das Lied 1000 Fragen, das ein Orgelsolo enthält.
Das Stück Einmal vom Album Adios, das nach einer Indienreise Weidners entstand und sich mit der indischen Vorstellung vom Übergang zwischen Leben und Tod befasst, wird instrumentell durch eine Sitar unterstützt. In den Liedern Erinnerungen, Gestern war heute noch morgen, Koma – Eine Nacht, die niemals endet und Zu nah an der Wahrheit kommt ein Klavier zum Einsatz, dessen Parts aber nicht von der Band selbst eingespielt wurden. Bei den Lieder-wie-Orkane-3-Konzerten im Jahr 1999 spielte die Gruppe erstmals ein Medley, bestehend aus Teilen von Wilde Jungs, Heute trinken wir richtig, So sind wir und Nie wieder.
Gecovert wurden von der Band die Stücke Coz I luv you von Slade, Je t’aime … moi non plus von Serge Gainsbourg, My Generation von The Who und Ein guter Freund aus dem Film Die Drei von der Tankstelle von 1930. Typisch für den Gesang war die raue und aggressive Stimme des Sängers Kevin Russell, die aber laut dem Musikmagazin Rock Hard schon auf dem Album Heilige Lieder „deutlich melodiöser und wärmer als in der Vergangenheit“ geklungen hatte.

### Texte
Bis auf das 1981 von Kevin Russell geschriebene Stück SS-Staat stammen alle Texte der Band von Stephan Weidner. Zu den Autoren, welche die Texte der Band beginnend mit dem Album Heilige Lieder durch ihre Werke maßgeblich beeinflusst haben, gehören unter anderem Carlos Castaneda, Hermann Hesse, Tom Robbins und Henry Miller.
Auf den meisten Alben ist das erste Lied eine Begrüßung der Fans. Oft wird in diesen Stücken mit dem Ruf der Böhsen Onkelz kokettiert. Aus der Ablehnung heraus, die Band und Fans von der Öffentlichkeit erfahren, wird ein Gemeinschaftsgefühl beschworen. In einigen dieser Titel wie Heilige Lieder, Hier sind die Onkelz und Danket dem Herrn finden sich religiöse Bezüge.
Die Gruppe griff nach ihrer Distanzierung von der rechtsextremen Szene in ihren Liedern oft Kritiker an, die sie weiterhin als Neonazi-Band betrachteten. Daher richten sich viele Stücke gegen die Medien, die ihre meinungsbildende Stellung nach Ansicht der Band missbrauchten. Beispiele hierfür sind Titel wie Fahrt zur Hölle, Danke für nichts und Keine Amnestie für MTV.
Ab dem Album Wir ham’ noch lange nicht genug beschäftigen sich einige Lieder mit der Frage nach dem Sinn des Lebens; so lautet eine Textstelle in Finde die Wahrheit: „Denn die Wege sind lang, und selbst der Tod ist nicht ihr Ende, wach endlich auf“, oder Das Rätsel des Lebens: „das Rätsel des Lebens, das Wunder des Daseins, fang an es zu lösen und Du wirst mich versteh’n“.

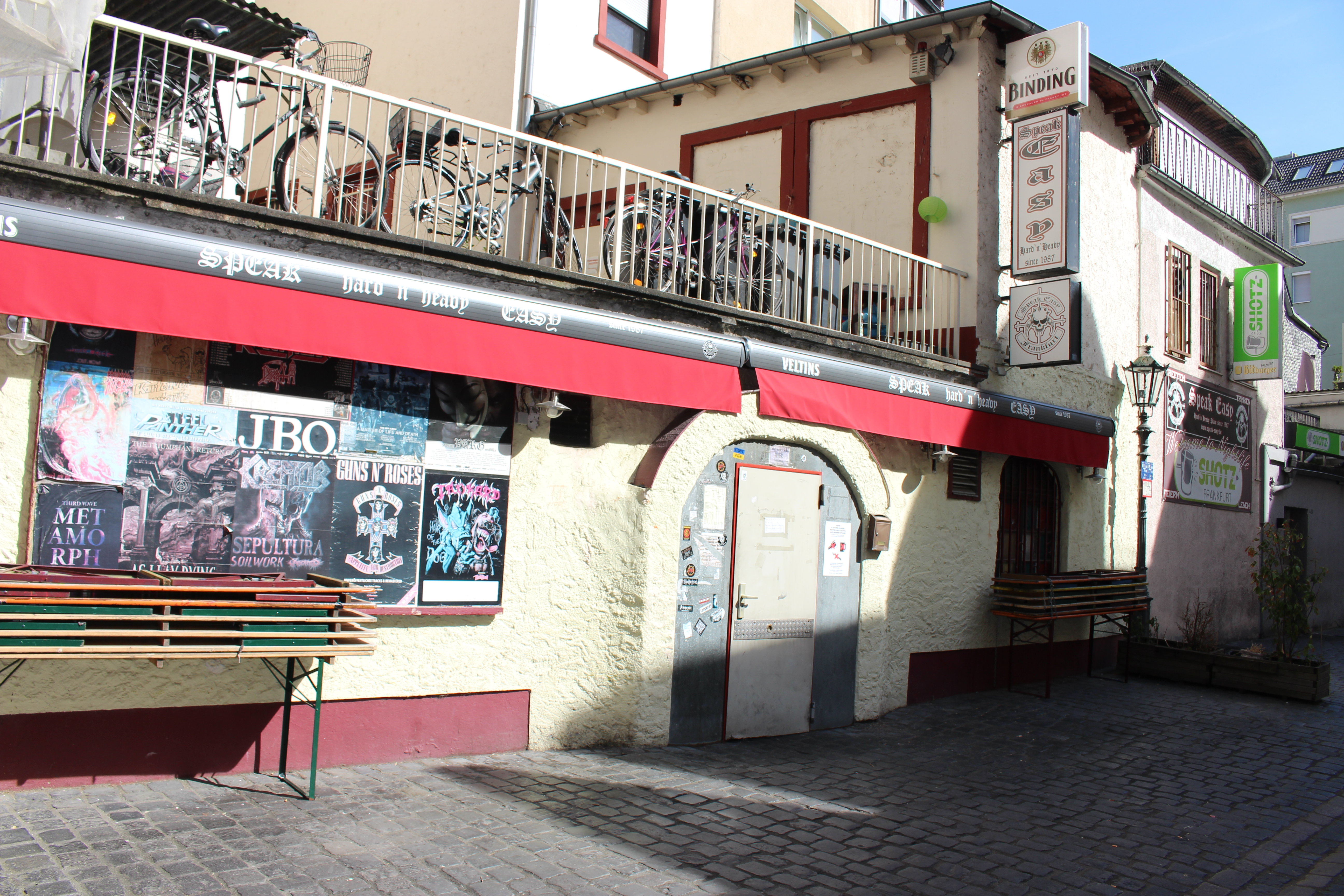
Vor der Hard'n'Heavy-Kneipe Speak Easy in Frankfurt am Main starb Andreas Trimborn, ein enger Freund der Böhsen Onkelz, nach einer Messerstecherei im Lokal

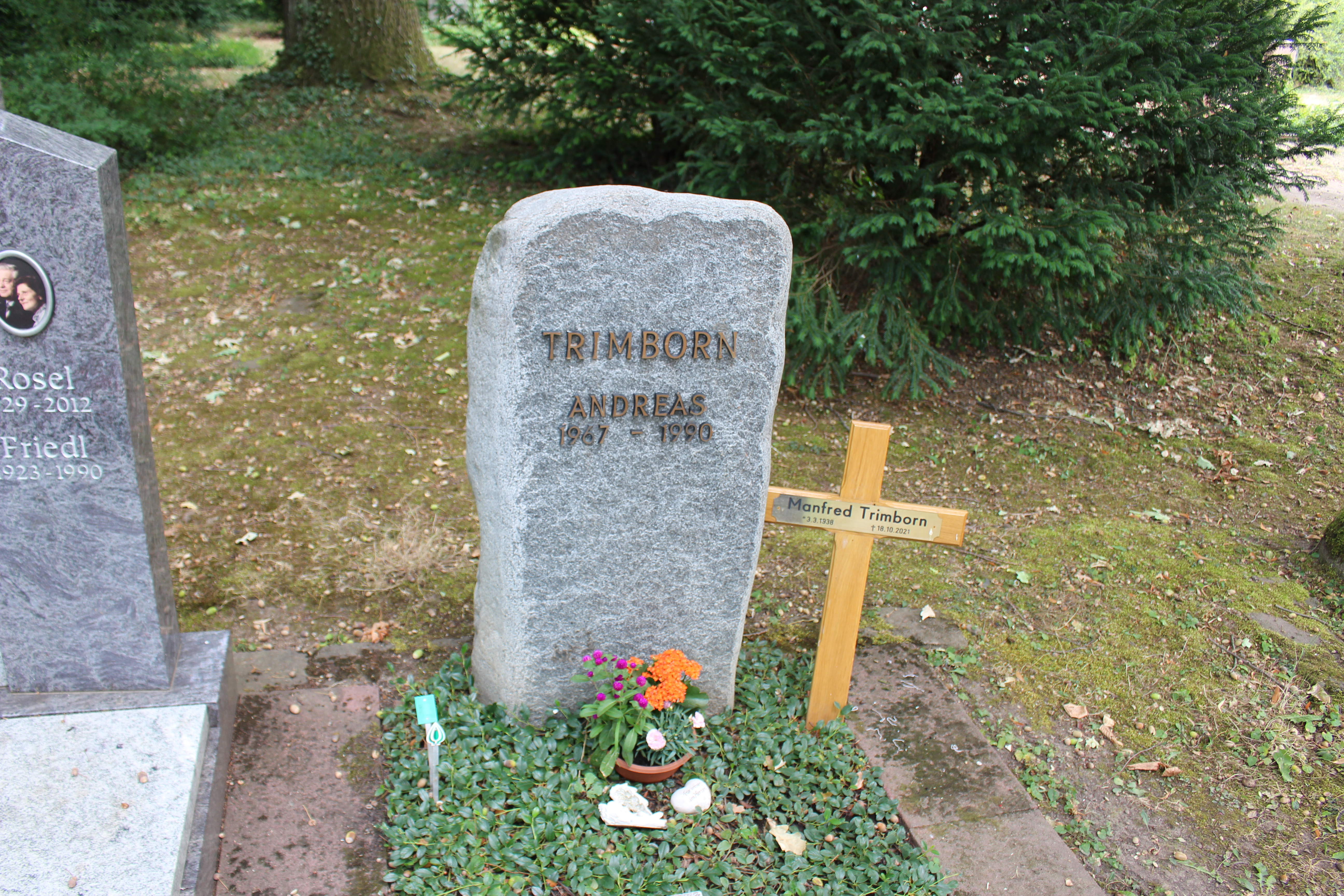
Grab von Andreas Trimborn, dessen Tod die Böhsen Onkelz dazu bewegte, den Song Nur die Besten sterben jung zu schreiben

Jene Fragen ergaben sich auch durch die Verarbeitung des Todes eines sehr guten Freundes der Band, Andreas „Trimmi“ Trimborn. Dieser wurde am 16. Juni 1990 in der Hard'n'Heavy-Kneipe Speak Easy in Frankfurt-Sachsenhausen von einem jungen Mann mit einem Messer tödlich in der Brustgegend verletzt, als die beiden Kontrahenten in der Kneipe in Streit geraten waren. Anschließend verstarb Trimborn auf der Straße vor der Kneipe an seinen schweren Stichverletzungen. Der mutmaßliche Täter, ein Bundeswehr-Zeitsoldat, der im darauffolgenden Prozess eine Notwehrsituation schilderte, wurde freigesprochen. Trimborn wurde auf dem Hauptfriedhof Frankfurt beigesetzt (Gewann 16 Grabnummer 212). Dieses Ereignis verarbeitete die Band in mehreren Stücken: Nur die Besten sterben jung, Der Himmel kann warten und Der Platz neben mir – Part I + II. Mit Ganz egal sowie Das Messer und die Wunde existieren auch zwei Lieder, die an den Täter gerichtet sind. Laut der taz sei einer ethnologischen Feldforschung zufolge die von der Band verwendete Textzeile Nur die Besten sterben jung, die am häufigsten in Todesanzeigen junger Menschen aus den neuen Bundesländern verwendete Textzeile.
Des Weiteren prangerte die Band in ihren Liedern soziale und politische Missstände an. So beziehen die Titel Hässlich, brutal und gewalttätig, Deutschland im Herbst, Hass-tler und Ohne mich Stellung gegen politischen Extremismus, vor allem von Seiten Rechtsextremer und Neonazis.
In den Stücken Scheißegal, Schöne neue Welt, Macht für den der sie nicht will, Worte der Freiheit und Entfache dieses Feuer thematisiert die Gruppe die Eingriffe durch staatliche Zensur, die veränderten, chaotischen Bedingungen für die Menschen nach dem Untergang der Sowjetunion und ihrer Partnerstaaten, die Kriegsleiden der jugoslawischen Zivilbevölkerung, mangelndes Demokratieverständnis, die Situation der ostdeutschen Bevölkerung und den Schaden, den korrupte Politiker anrichten.
Kindesmissbrauch und Kinderprostitution sind weitere Themen, die immer wieder aufgegriffen wurden. So heißt es in dem Lied Wie kann das sein: „Freier aus den Wohlstandsländern, die durch Bangkok und Manila schlendern, durch pädophiles Gebiet, wie Scheiße, die mit der Armut zieht. […] Wie mitleidlos können wir zur Tagesordnung übergehn?“ In den Stücken Viel zu jung und Der nette Mann wird das Thema des Kindesmissbrauchs sprachlich sehr hart und explizit behandelt und für verabscheuungswürdig erklärt.
Außerdem übte die Band häufig Kritik an der Gesellschaft. In dem Lied Superstar werden Sendungen wie Deutschland sucht den Superstar als Produkt einer zu kommerziell ausgerichteten Musikindustrie bezeichnet, die „Pop-Maschinen“ und „Retortenbands“ ohne Talent produzieren würden: „Ich will Mädchen, Möpse und Millionen, mich soll der Bohlen holen.“ In Überstimuliert kritisierte die Gruppe eine träge, gedankenfaule Gesellschaft, deren Bäuche voll seien und die sich selbst vernichten werde. In Regen heißt es dann: „Es regnet Kampf ums Überleben. […] Es regnet Wut, hier gibt es keine Arche, wir ertrinken in Blut.“
Im Lied Dunkler Ort wird die Umgebung eines Menschen beschrieben, welche sich dieser durch die Negativität seiner Gedanken selbst erschafft. In Kirche, Nennt mich Gott und Religion drückt die Band ihre Abneigung gegenüber der römisch-katholischen Kirche und deren Dogmen sowie Moralvorstellungen aus. Gesichter des Todes beschreibt die vermeintliche Quotengier der Medien und die Grundlage jener Quoten, nämlich das menschliche Leid, das am gewinnbringendsten vermarktet wird. Exitus charakterisiert konservative, gedankenträge Menschen, die unfähig sind, Veränderung zu schaffen oder eine eigene Meinung und eigene Ideale zu entwickeln: „Viel zu feige, die Moral zu untergraben, ohne Glauben, ohne Ideale.“
Ebenfalls ein wichtiges Thema in der Musik der Band ist die Selbstfindung und Selbstliebe. In dem Lied Wenn du wirklich willst, das zum Soundtrack des Films Kombat Sechzehn beigesteuert wurde, heißt es: „Sei du selbst, steh zu dir, die Wahrheit wird gelebt und nicht doziert. Du bist was du warst und du wirst sein was du tust, beginne dich zu lieben, und du findest was du suchst.“ Stücke wie Das Wunder der Persönlichkeit, Mutier mit mir, Ich mache was ich will und Ich bin wie ich bin beziehen sich stark auf den Individualismus.
Ab Mitte der 1990er Jahre bezeichnete die Band ihre Fans als „Neffen und Nichten“, um das Zusammengehörigkeitsgefühl zu verstärken. Dies wird unter anderem im Lied Danke vom Album Ein böses Märchen … aus tausend finsteren Nächten besungen.

## Rezeption

### Vorwurf der Nähe zum Rechtsextremismus

#### Erste Demoaufnahmen
Trotz ihrer Distanzierungen wurden den Onkelz öfter neonazistische Tendenzen vorgeworfen. Dabei wird insbesondere das Lied Türken raus von 1981 angeführt. Dort finden sich Zeilen wie: „Türkenpack, raus aus unserm Land, geht zurück nach Ankara, denn ihr macht mich krank.“ Nach Angaben der Band ist das Stück, das sie in ihrer Punk-Phase aufnahm, eine Reaktion auf verfeindete türkische Jugendliche, mit denen es oft Schlägereien gab.
Kritiker wie der Autor Stephan Richter verweisen hingegen darauf, dass in dem Lied nicht von einer spezifischen Gruppe die Rede ist, sondern gefordert wird, dass „alle Türken […] raus“ müssten. Richter schreibt über das Lied, zwar spiegele es „keine durchdachte politische Überzeugung“ wider, formuliere aber „auf primitivste Art und Weise den Haß auf türkische Einwanderer“. Diese Verallgemeinerung sei laut der Gruppe auf ihre damalige primitive Denkweise zurückzuführen.
Außerdem wird das Lied Deutschland den Deutschen von 1983 – eine umgeschriebene Version von Oi, Oi, Oi – angeführt. Aus der Zeile „Punks und Skins im Zusammenhalt gegen euch und eure Staatsgewalt“ des Originaltexts wurde in der Onkelz-Version „Skinheads im Zusammenhalt gegen euch und eure Kanakenwelt“, und die Zeile „Wir haben ein besseres Leben verdient, doch bis jetzt haben immer die Bullen gesiegt“ wurde umgetextet zu „… immer die Kanaken gesiegt“. Wie Türken raus soll auch dieses Stück eine Reaktion auf die Erfahrungen auf der Straße und die Unfähigkeit, sich gegen Gewalttaten von Jugendgruppen zu verteidigen, gewesen sein. Im Gegensatz zu Türken raus habe es erstmals eine „‚politische‘ Rechtfertigung“ dargestellt:

„Die bestehende Gesellschaft wird auf einen ‚Freund-Feind‘-Dualismus reduziert. Auf der einen Seite steht die anonyme Masse, die untätig dem drohenden Verfall Deutschlands zusieht und unfähig ist, die existentiellen Probleme zu lösen. Die einzige Möglichkeit, diesem Untergangsszenario zu entgehen, wird in einem ‚Deutschland der Deutschen‘ gesehen. Es wird zur Aufgabe einer militanten Minderheit, auch gegen den Willen der versagenden Allgemeinheit, gegen diese Mängel in der Bundesrepublik zu rebellieren. […] Die empfundene Bedrohung bleibt anonym und erscheint allgegenwärtig. Die Furcht, von übermächtigen fremden Kulturen ins Abseits gedrängt zu werden, ist szenetypisch. Die Außenseiter der Gesellschaft, die Skinheads, sind dazu berufen, sich zu vereinigen und ihr Schicksal selbst in die Hand zu nehmen.“

Die Band weist darauf hin, dass die Lieder Türken raus und Deutschland den Deutschen auf keiner offiziellen Veröffentlichung zu finden sind. Verbreitet wurden die Stücke durch Vervielfältigung und Weitergabe der Demokassetten. Stephan Weidner sagte in einem 2001 erschienenen Interview dazu: „Aber wir wollten das damals nicht veröffentlichen und wir würden den Teufel tun, sowas heute nochmal zu tun, ist doch ganz klar.“ Türken raus und Deutschland den Deutschen waren bisher nicht Gegenstand eines eigenen Verbotsverfahrens. Die Indizierung und Beschlagnahme der Tonträger, auf denen die beiden Stücke vertreten waren, erfolgte bisher wegen der beanstandeten Titel vom Debütalbum der Band.
Das Stück SS-Staat, das 1981 auf Kill the Hippies – Oi erschien, und unter anderem die Textzeile „Ach, Du Jude, altes Schwein – Wer soll in der Gaskammer sein?“ enthielt, wird vielfach als Verherrlichung des Nationalsozialismus interpretiert.

#### Indizierung des Debütalbums
Sechs der 14 Lieder auf dem im Mai 1984 erschienenen Debütalbum Der nette Mann veranlassten die Bundesprüfstelle für jugendgefährdende Schriften dazu, diese und das Album als Ganzes 1986 auf den Index zu setzen: Die Stücke Der nette Mann, Dr. Martens Beat sowie Fußball & Gewalt wurden als gewaltverherrlichend eingestuft, Mädchen als sexistisch, Frankreich ’84 und Böhse Onkelz als Verherrlichung von nationalsozialistischem Gedankengut. Bei den der BPjS-Kommission vorliegenden Texten wichen einige Zeilen oder Wörter von den Originaltexten ab.
In der Begründung der Bundesprüfstelle heißt es, das Lied Der nette Mann sei: „geeignet, rohe Instinkte zu wecken“, und predige „Mord an kleinen Kindern“. Die Band hingegen bezeichnete es als ihre Intention, auf direkte Art und Weise darauf aufmerksam zu machen, wie grausam nekro- sowie pädophile Gewalttäter sind, und dass selbst der unscheinbarste Mensch ein solcher Straftäter sein könnte. Kevin Russell meinte, es sei notwendig gewesen, die Rolle des Sexualstraftäters, der Kinder missbraucht, zu spielen, um die Gedankenwelt eines solchen Menschen und die Grausamkeit des Verbrechens in aller Deutlichkeit darstellen zu können. Die Distanzierung von den im Lied thematisierten Verbrechen soll nach Auffassung der Band durch die Zeilen: „Ich bin der nette Mann von nebenan und jeder könnt es sein. Schaut mich an, Schaut mich an. Ich bin das perverse Schwein“ zum Ausdruck kommen.
Kritisiert wurden auch einzelne Zeilen des Stückes Böhse Onkelz, in dem sich die Band laut eigener Aussage selbst verherrlicht. Die Bundesprüfstelle stufte den Text „Wir saufen mit links und herrschen mit der Rechten […] Wir sind Böhse Onkelz und machen, was uns gefällt, heute gehört uns Deutschland, und morgen die ganze Welt“ als Verherrlichung nationalsozialistischen Gedankenguts ein.
Der Titel Frankreich ’84 ist laut Aussage der Band als Ausdruck der Vorfreude auf die Fußball-Europameisterschaft 1984 zu sehen, da Mitglieder der Band Eintrittskarten für ein Spiel der deutschen Mannschaft in Straßburg hatten. Die Indizierungskommission sah in den Zeilen: „Ja, wir sehen uns in jedem Fall, im Sommer ’84 beim Frankreichüberfall“ des Stückes jedoch eine Assoziation mit dem Angriff auf Frankreich 1940. Diese Textzeile stammt ursprünglich vom Oktoberklub und lautet dort: „Ja, wir treffen uns auf jeden Fall, Sommer ’73 zum X. Festival.“ Der geschichtliche Hintergrund fiel allerdings bereits vor der eigentlichen Indizierung des Liedes weg, als die Band den Text nach der EM ’84 kurzerhand an Mexiko anpasste: „im Sommer ’86 beim Mexikoüberfall“. Der Autor Stephan Richter kritisierte die Begründung der BPjS und hielt diese für überbewertet, da sie den Zusammenhang zur Skinhead-Kultur nicht berücksichtige:

„Der Titel dürfte in seinem politischen Aussagegehalt vom Prüfungsgremium überbewertet worden sein, da der in diesem Zusammenhang maßgebliche Hintergrund der gewaltbereiten Hooligan-Subkultur in den Ausführungen der BPjS gänzlich unberücksichtigt blieb. So beschreibt das Lied weniger abstrakte imperialistische Großmachtphantasien, als vielmehr die direkte Konfrontation in den Stadien mit gegnerischen Hooligans. Der Begriff ‚Volksstamm‘ taucht zudem im Text der ‚BÖHSEN ONKELZ‘ nicht auf und wird ausschließlich von der BPjS verwendet. Die in ‚Frankreich ’84‘ zu Tage tretende Gewaltbereitschaft, kombiniert mit einem für den Teil der rechten Hooligan-Szene typischen provokativ geäußerten Nationalismus, wird als neonazistische Grundhaltung ausgelegt.“

Oft wird auch das Stück Deutschland von Kritikern zu den Titeln mit einem tendenziell rechtsextremen Inhalt gezählt. Ihrer Ansicht nach weist das Lied einen übersteigerten Patriotismus auf, der unterschiedlich aufgefasst werden kann. Mit der Zeile: „Auch zwölf dunkle Jahre in deiner Geschichte macht [sic!] unsere Verbundenheit zu dir nicht zunichte!“ wird ein Bezug zur Zeit des Nationalsozialismus hergestellt, der laut Ansicht der Band als Distanzierung vom Nationalsozialismus zu verstehen sei. Dieses Lied wurde von der Bundesprüfstelle für jugendgefährdende Schriften nicht beanstandet. Laut dem Politikwissenschaftler Christoph Butterwegge wurde durch das Stück die Parole „Wir sind stolz drauf, Deutsche zu sein“, zu einer Hymne rechtsextremer Skinheads. Andere Autoren wie Klaus Farin stufen den Titel als „extrem nationalistisch“ oder wie Christian Dornbusch und Jan Raabe als „moderat deutsch-national“ ein. Der Autor Stephan Richter äußerte sich zur Bedeutung des Textes:

„Trotz des eher diffusen Nationalismus sagt der Text aber etwas Entscheidendes über das politische Selbstverständnis der ‚BÖHSEN ONKELZ‘ aus. Die Band beruft sich hier auf ‚Schwarz-Rot-Gold‘, die Nationalfarben der deutschen Demokratie – auf derselben Schallplatte, die unter anderem wegen ‚nationalsozialistischer‘ Tendenzen indiziert wurde.“

Auf einem Konzert bei Lübeck 1985 vor etwa 700 Oi!-Skins und einigen Leuten, die klar dem neonazistischen Spektrum zuzuordnen waren, tauschte der Sänger Kevin Russell eigenmächtig beim Lied Deutschland die Erwähnung der Farben Schwarz-Rot-Gold gegen Schwarz-Weiß-Rot aus. Nach Angaben der Band, die das als „weitere Dummheit“ bezeichnete, war sie „außer sich vor Wut über diesen Alleingang“. In der offiziellen Biografie der Gruppe steht dazu: „Kevin sang während des ‚Deutschlandliedes‘ auf eigene Faust, anstatt ‚… schwarz-rot-gold, wir steh’n zu dir …‘, ‚… schwarz-weiß-rot, wir steh’n zu dir …‘ und bekam dafür von Stephan einen ernstzunehmenden Anschiß, was hieß, daß er kurz davor stand, Kevin auf die Fresse zu schlagen.“
Der Politikwissenschaftler Henning Flad bewertete das Album Der nette Mann als „das wahrscheinlich einflussreichste Skinhead-Album der deutschen Rechtsrock-Geschichte“. 2002 konstatierte er: „Bis heute folgen rechtsextreme Skinbands der auf diesem Album vorgegebenen Themenpalette: Lied zu Skinheadkult, Alkoholverherrlichung / Party, Gewalt, Deutschland, Frauen und sexualisierte Gewalt.“ Klaus Farin bewertet das Album als das bedeutendste und folgenreichste in der Geschichte der deutschen Skinheadszene.
Die Meinung der Fans zu den Liedern des Debütalbums ist gespalten. Fans der Band sehen in dieser Streuung des Publikums ein klares Zeichen dafür, dass es primär nicht der politische Nimbus ist, der für die meisten Hörer ausschlaggebend sei. Vor allem in der Skinhead-Szene genießen insbesondere die ersten Alben der Böhsen Onkelz Kultstatus, unabhängig von der jeweiligen politischen Ausrichtung. Kritiker hingegen vertreten den Standpunkt, die Band wolle ein breiteres Publikum erreichen, jedoch darauf achten, neonazistische Fans nicht zu verprellen. So habe die Gruppe ihre Texte gerade genug abgemildert, um nicht offen neonazistisch zu sein und folglich einer Zensur sowie der damit verbundenen Unmöglichkeit eines kommerziellen Erfolgs entgehen zu können.

### Der Umgang der Band mit den Vorwürfen

#### Auseinandersetzung der Band mit Kritikern
Auf der Platte Böse Menschen – Böse Lieder aus dem Jahr 1985 veröffentlichte die Band das Stück Hässlich, brutal und gewalttätig, in dem sie sich gegen die in den Medien vorherrschende Darstellung der Skinhead-Szene im Allgemeinen und der Böhsen Onkelz im Besonderen wehrte. In dem Lied heißt es: „Wir tragen alle Hakenkreuze, Skinheads haben nur Gewalt im Sinn. Ist es das, was ihr hören wolltet, dass wir hirnlose Schläger sind?“ und weiter: „In den Medien steht es immer wieder, dass wir Schlägertrupps für Nazis sind. Doch wir haben uns nichts vorzuwerfen, denn es ist ihr Gerede, das stinkt.“ Der Titel des Stückes wurde mehrmals von der Zeitschrift Der Spiegel als angeblicher Beleg für die neonazistische Gesinnung der Band und zweimal als Überschrift für Berichte über rechtsextreme/neonazistische Teile der Oi!-Szene verwendet.
1987 wies der Chefredakteur des Metal Hammer, Edgar Klüsener, bei seiner Rezension des Albums Onkelz wie wir auf die Vergangenheit der Band mit den Worten hin, dass „altbekannte Nazi-Skins der härtesten Sorte dahinter stecken“ würden, denen er „eine Bewußtseinsänderung nicht so ohne weiteres zutraue“. Darauf folgten zahlreiche Beschwerden von Fans der Band in Form von Leserbriefen. Als die Band Kenntnis von der Rezension erlangte, bat sie die Redaktion um ein klärendes Gespräch, das in Teilen unter dem Titel Böhse Onkelz – böse ja – rechtsradikal nein im Magazin abgedruckt wurde. An dessen Ende nahm Klüsener den Vorwurf, dass die Böhsen Onkelz eine „Neonazi-Band“ seien, ausdrücklich zurück.
In dem Kommentar Was ist eine Jugendsünde? in der Tageszeitung Darmstädter Echo vom 28. November 1992 glaubte der Journalist Bert Hensel einen Liednamen entschlüsselt zu haben, der rückwärts gelesen „Arier On“ ergebe, Zitat:

„Neue Texte sind so verklausuliert, daß sie den Index unterschwimmen. Eine Gebrauchsanweisung geben die Onkelz bei ihrem jüngsten Ausfluß aber schon. Im Beiheft zur Platte: ‚Wenn ihr versucht, zwischen den Zeilen zu lesen, werdet ihr mehr über uns erfahren.‘ Zwischen den Zeilen steht bekanntlich nichts. In einem harmlos nach Mädchennamen klingenden Songtitel aber Bekanntes. Der heißt: ‚Noreira‘. Von hinten entschlüsselt, liest sich das so: ‚Arier On‘. Auch in Richtung Darmstadt?“

Tatsächlich heißt der Titel, der auf dem Album Heilige Lieder erschien, nicht Noreira, sondern Noreia, benannt nach der gleichnamigen keltischen Gottheit. Allerdings gab es einen Fehldruck auf frühen Ausgaben, bedingt durch das Verwenden der ursprünglichen Druckfolie auf der Wiederveröffentlichung des Schallplatten-Covers, auf dem Noreira steht. Als Reaktion auf die akribische Suche nach versteckten Botschaften veröffentlichte die Band 1996 auf dem Album E.I.N.S. den Titel Enie Tfahcstob rüf Ediona-RAP, was für Eine Botschaft für Paranoide steht. Darauf wird ein von Stephan Weidner gesprochener Text rückwärts abgespielt, der richtig herum folgendermaßen lautet:

„Herzlichen Glückwunsch. Muss ’ne Menge Arbeit gewesen sein, dieses Lied rückwärts abzuspielen. Entweder du bist eines dieser paranoiden Arschlöcher, für die wir dieses Lied gemacht haben, oder du bist einfach nur neugierig. Ersteren sei gesagt: Wer rückwärts gesprochene satanistische oder faschistische Botschaften auf unseren Platten vermutet, muss ausgesprochen dämlich sein und außerdem unter extremem Verfolgungswahn leiden. Armes Schwein, du tust uns echt Leid. Sperr dich ein und schmeiß den Schlüssel weg.“

Mit dem als Reaktion auf die Brandanschläge auf Menschen ausländischer Herkunft Anfang der 90er Jahre entstandene Lied Deutschland im Herbst distanziert sich die Band von rechtsextremistisch motivierter Gewalt gegen Ausländer: „Ich sehe alle gegen alle, jeder gegen jeden. […] Ich sehe braune Scheiße töten. Ich sehe dich! […] Ich höre weiße Geräusche, rassenreine Lieder. Ich höre hirnlose Parolen von Idioten und Verlierern. Ich hör die Lügen der Regierung. Die Lüge eures Lebens. Die Lüge über uns.“ In dem Lied Ohne mich aus dem Album Viva los Tioz distanzierte sich die Gruppe sowohl von Rechts- als auch von Linksextremisten.
Auch die Weigerung der Band, ihren Namen zu wechseln, sorgte immer wieder für Diskussionen. Kritiker sehen darin einen Beweis, dass die Gruppe versuche, durch die Kontinuität des Namens weiter aus ihrer Vergangenheit Profit zu schlagen. David Lieberberg sagte 1992 in einem Interview dazu: „Nein, das ist ein Markenname, der sich noch immer gut verkauft und vor allen Dingen in der rechten Szene verkauft.“ Der deutsche Musiker Herbert Grönemeyer äußerte sich in der letzten Folge der von der ARD produzierten zwölfteiligen Musikreportage Pop 2000 folgendermaßen zu der Thematik: „Also Böhse Onkelz steht für mich für ’ne rechte Wut. Also der Name is’n für mich ein Überbegriff für eine rechte Bewegung. Egal ob sie sich davon abkehren oder von lossagen. Für mich ist das einfach Etikettenschwindel und dann hätten se meiner Meinung nach konsequenterweise den Namen ändern sollen.“ In derselben Sendung verteidigte der Techno-DJ Sven Väth die Band: „Ach ich glaub’ das is’ so’n generelles Problem, auch der Deutschen vielleicht, dass man einerseits … Einerseits sagen die Leute, man muss sich auch verändern können und man muss sich auch weiterentwickeln. Nur wenn’s dann jemand tut, dann glaubt man es ihm nicht.“ Die Band erwiderte, eine Namensänderung wäre verlogen und der Wandel der Gruppe dann nicht mehr dokumentiert. Sie nahm im Lied Danke für nichts dazu Stellung: „Ändert Euren Namen, sagst du – ändere Deinen!“ und: „Nichts würde sich ändern, nicht in Tagen, nicht in Jahren, die Wahrheit ist in dir, und nicht in Deinem Namen.“
Im Mai 2001 scheiterten die Böhsen Onkelz mit einer Klage gegen die Die Tageszeitung (taz). Diese hatte die Gruppe in einem Artikel als „berüchtigte rechtsradikale Band“ bezeichnet. In zweiter Instanz entschied das Landgericht Berlin zu Gunsten der taz mit der Begründung, es handele sich um ein „zulässiges Werturteil“, das durch die Meinungsfreiheit gedeckt sei. Die taz hatte ihren Standpunkt unter anderem folgendermaßen begründet: „Die Böhsen Onkelz geben zwar vordergründig vor, mit ihrer rechten Vergangenheit nichts mehr zu tun zu haben, versichern ihren rechtsradikalen Anhängern allerdings bei jeder Gelegenheit augenzwinkernd, dass sie trotz des Drucks der Öffentlichkeit im Kern ungebrochen und ganz die Alten geblieben sind.“
Im Juli 2001 strahlte der deutsche Musiksender MTV Germany im Rahmen der Sendung MTV Masters einen durchgängig kritischen Beitrag über die Böhsen Onkelz aus. Die Gruppe verfasste daraufhin einen offenen Brief an MTV, in dem sie den Sender sowie die Verantwortlichen scharf kritisierte und jedwede zukünftige Zusammenarbeit ausschloss. Stephan Weidner sagte dazu in einem Interview:

„Zunächst waren wir von der Idee begeistert. […] Weil wir glaubten, dass man vielleicht mit Hilfe der Onkelz Leute erreicht, die gewaltbereit sind oder mit einem Bein im rechten Lager und somit am Rande der Gesellschaft stehen. Hätte man unsere Geschichte richtig dargestellt, mit allen Fehlern die wir gemacht haben, und gezeigt, wie fehlgeleitet wir waren, wie wir uns entwickelt haben und wo unser Weg hingeführt hat, wäre das eine riesige Chance gewesen, diese Leute eventuell zum Umdenken zu bewegen. Es hat verdammt weh getan, dass diese Chance nicht wahrgenommen wurde. […] Wir wollten nichts beschönigen, haben ihnen in alles Einblick gewährt […]. Die verantwortliche Redakteurin, eine Iranerin, hat diesen Leuten immer wieder gesagt, wenn sie bei uns irgendwas Rechtes riechen würde, wäre sie die Erste, die darüber berichten würde. […] Man wollte die Band nicht so positiv dargestellt sehen wie in dem ursprünglichen Beitrag. Daraufhin wurde diese Redakteurin wenige Tage vor dem Sendetermin entlassen und der Beitrag nochmal schnell umgeschnitten.“

Im Kern warfen die Böhsen Onkelz MTV vor, die Sendung zwei Tage vor der Ausstrahlung komplett umgeschnitten und anders als von der Redakteurin Leyla Piedayesh geplant ausgestrahlt zu haben. Sie habe daraufhin ihre Unterschrift verweigert, da die Gruppe auf eine Art dargestellt worden sei, die nicht dem entsprochen habe, was sie während ihrer einjährigen Recherche herausgefunden habe. So unterschlug der Bericht laut Aussage der Band viele Informationen, die seitens der Onkelz an MTV geliefert worden seien, und habe die im Bericht gezeigten Wortbeiträge der Bandmitglieder durch die Off-Moderation als „unglaubwürdig und verlogen“ dargestellt. Darüber hinaus habe MTV mit Die Ärzte, Afrob und D-Flame nur Musiker zu Wort kommen lassen, die „noch nie Kontakt zur Band hatten“, und andere wie Sven Väth, Mark Spoon oder Moses Pelham, welche die Onkelz „persönlich kennen“, ignoriert. Als abschließende Reaktion auf den Konflikt mit MTV veröffentlichten die Onkelz ein halbes Jahr später das Lied Keine Amnestie für MTV.
Im November 2012 erschien eine ursprünglich als Electronic Press Kit konzipierte Video-Dokumentation zum musikalischen Werdegang von Stephan Weidner, in der Leyla Piedayesh sich rückblickend zu ihrer Arbeit am MTV Masters über die Böhsen Onkelz äußerte. Sie sagte:

„Ich als persische Redakteurin, ich glaub’ ich war eigentlich ganz gut prädestiniert diesen Job zu machen. Ich hab’ glaube ich über ein Jahr an diesem Beitrag rumgedoktert, weil ich auch mehrere Konzerte besucht hab', wahnsinnig viele Interviews gemacht habe und mir eigentlich alles selber zusammenbasteln musste, was ich gebraucht hab'. Also ich hab’ das schon von allen Seiten auch kritisch betrachtet. […] Ich fand eigentlich ihre Vorbildfunktion aus'm Dreck rauszukommen und irgendwie etwas zu bewegen und vielleicht Menschen in eine positive Richtung zu schieben, fande ich irgendwie wichtiger als jetzt den ganzen Mist herauszuholen. […] Ich sollte dann nochmal irgend 'ne Meinung einholen, die absolut anti Böhse Onkelz ist. Ich hab’ reagiert, indem ich gesagt hab', dass sie es selber machen sollen, weil ich dann hinter dem was sozusagen abverlangt wurde, nicht mehr so gestanden hab'. Ja, weil ich mich damit nicht mehr identifizieren konnte, weil ich fand, dass das nicht mehr meiner Ethik entsprach und dann hab’ ich gesagt, ihr könnt mich mal.“

Weitere negative Presseerfahrungen, nach denen die Band sich beklagte, mit schlecht recherchierten Artikeln in Verbindung mit Neonazismus gebracht worden zu sein, ohne eine Chance zur Rechtfertigung erhalten zu haben, führten zur Einschränkung der Zusammenarbeit mit der Presse. So wurden teilweise Interviews und Pressekarten für Konzerte verweigert.

#### Engagement der Band gegen Rechtsextremismus
Der Chefredakteur des Rock Hard, Götz Kühnemund, schrieb 1992 im Vorwort des ersten Interviews mit der Band und zu dessen Begründung:

„Denn wer könnte ausländerfeindliche, tendenziell rechtsradikale Jugendliche, wie sie leider auch in der Rock-Szene anzutreffen sind, eher zum Umdenken bewegen als die BÖHSEN ONKELZ? Grönemeyer? Maffay? Doro? Ohne das ehrliche Engagement dieser Musiker anzweifeln zu wollen: Sie erreichen letztlich doch nur diejenigen, die sowieso im ‚richtigen Boot‘ sitzen. Die ONKELZ dagegen können viel mehr bewegen, wenn man ihnen die Möglichkeit gibt, sich vom Image der Vergangenheit (und leider auch der Gegenwart) zu distanzieren und sich schwarz auf weiß gegen Fremdenhass und Ausländerfeindlichkeit auszusprechen.“

Mit Konzertansagen distanzierte sich die Band von politischer Gewalt seitens der radikalen Rechten und Linken sowie Konzertbesuchern, die Nazisymbole wie das Hakenkreuz oder den Hitlergruß zeigten. Diese wurden von der Band während des Auftritts aufgefordert, den Saal zu verlassen, bzw. wurden vom Sicherheitsdienst der Halle verwiesen. Dies wurde auch bei Konzerten in der Schweiz umgesetzt, wo die Symbole des Nationalsozialismus nicht verboten sind. In einem Tourtagebuch-Eintrag zum Konzert der Band am 5. September 2004 in der St. Jakob Halle in Basel wurde dies zum Beispiel vom damaligen Pressesprecher der Band Edmund Hartsch reflektiert: „Nicht so witzig dagegen sind die vereinzelten Skrewdriver-T-Shirts vor der Halle. Die Schweizer Toleranzschwelle liegt ja bekanntermaßen so hoch, dass hier jeder mit Hakenkreuzen und ähnlichem Klimbim rumlaufen darf. Aber eben nicht auf einem Onkelzkonzert. Am Arsch. Und so wundere ich mich auch nicht, dass der Typ sich wundert, als er rausfliegt. Neutralität vortäuschen, aber heimlich das Nazikoks wegschnuppen, das haben wir besonders gerne.“ Stephan Weidner äußerte sich 1991 in einem Interview folgendermaßen zur Thematik: „Bei unseren Konzerten soll keine Politik gemacht werden.“
Bei einem Rock-gegen-Rechts-Konzert am 17. Oktober 1993 in Bremen stellte die Band erneut klar, dass sie rechtsextremes Gedankengut, Fremdenfeindlichkeit und generell Hass ablehne. Die Veranstaltung namens Mensch!? in der Bremer Stadthalle wurde von den Onkelz mitfinanziert. Außerdem wurden dort, neben den Auftritten der Onkelz und einiger anderer Bands, Arbeiten zum Thema Ausländerfeindlichkeit ausgestellt und den Bremer Kulturvereinen die Möglichkeit gegeben, sich vorzustellen. Eine kleine Gruppe Neonazis, die dennoch das Konzert besuchen wollte und nationalsozialistische Parolen skandierte, wurde unter „Nazis-raus“-Rufen der Besucher vom Sicherheitsdienst des Konzertes verwiesen.
Am 9. März 2001 organisierten die Ausländerbehörde und der WIR! e. V. in Kooperation mit den Onkelz erneut ein Festival für die Opfer rechtsextremer Gewalt. Zusammen mit den Gruppen Kreator, Destruction, Megaherz und Sub7even, die alle auf ihre Gage verzichteten, erspielte man 75.000 €, die Opfern rechtsextremer Gewalttaten zugutekamen.

### Rezeption innerhalb der Musikbranche
1996 in einem Playboy-Interview auf die „ehemalige Nazi-Kultband Böhse Onkelz“ angesprochen, antwortete Campino, Sänger der Gruppe Die Toten Hosen:

„Es ist ein bißchen dürftig, wenn eine ehemalige Nazi-Combo von heute auf morgen behauptet: Wir sind nicht mehr politisch, wir halten uns raus. Die Böhsen Onkelz stehen immer noch für eine abgeschmackte Landserheftchen-Romantik, nach dem Motto: Ich möchte lieber im Kugelhagel im Freien sterben als im Sitzen im Büro. […] Ich kann mich nur wundern, daß Virgin so etwas unters Volk bringt. Jedes weitere Wort über die Onkelz ist für mich Zeitverschwendung.“

 Als Campino 2003 in einem Interview auf die in Hannover als Vorgruppe der Rolling Stones auftretenden Onkelz angesprochen wurde, äußerte er sich folgendermaßen:

„Man sollte die Onkelz endlich wie jede andere Hardrock-Band behandeln. Wenn du in Deutschland jemanden umbringst, kriegst du Lebenslänglich, kommst nach 20 Jahren aus dem Knast und die Sache ist ausgestanden. Aber die Typen werden angemacht für Texte, die sie mal vor 20 Jahren geschrieben haben, obwohl sie jetzt schon seit langer Zeit dagegen kämpfen. Ich denke, irgendwie sollte man das auch mal akzeptieren. […] Da [im Publikum der Onkelz] wird es sicherlich auch viele Leute geben, denen Politik scheißegal ist oder die gerade mal Anfang 20 sind. Wie soll man denen erklären, was damals war? Und ist das überhaupt noch wichtig? Ich bin bei diesem Thema mittlerweile entspannter.“

Und in einem FAZ-Interview antwortete Campino 2017 auf die Frage, ob er die Musik der Böhsen Onkelz mag:

„[…] Ich nehme der Band auch ab, dass sie sich auf ihre verschrobene, für mich nicht immer nachvollziehbare Weise längst von ihrer Rechtsphase distanziert hat.“

Im 1993 veröffentlichten Anti-Neonazi-Lied Schrei nach Liebe von der Gruppe Die Ärzte lautet eine Zeile: „Zwischen Störkraft und den Onkelz steht ’ne Kuschelrock-LP.“ Diese Textpassage wurde auf dem Album Rock ’n’ Roll Realschule in: „zwischen Störkraft und den andern“ geändert, was für Verwirrung bei den Fans beider Bands sorgte. Farin Urlaub sagte 2004 dazu:

„Wir haben daraufhin tatsächlich begeisterte E-Mails von Onkelz-Fans gekriegt, mit dem Tenor ‚Endlich habt Ihr’s verstanden!‘. Was ich eigentlich meinte, war viel härter: ‚Störkraft und die anderen‘ – das ist für mich noch viel deutlicher, dass die Onkelz ’ne Naziband sind. Wir singen jetzt auch wieder ‚Onkelz‘ für die ganzen Stumpfen. Ich weiche da keinen Deut von ab. Ich mag die nicht, nach wie vor.“

Im Zuge der Auseinandersetzung mit beiden Bands veröffentlichten die Onkelz 1996 auf dem Album E.I.N.S. das Lied Ihr sollt den Tag nicht vor dem Abend loben, in dem sie bewusst die beiden Rockgruppen mittels ihrer Gründungsorte ansprechen: „Schöne Grüße nach Düsseldorf und Berlin.“ Des Weiteren heißt es: „Opium fürs Volk, Scheiße für die Massen, ja Ihr habt es geschafft, ich beginne euch zu hassen, wenn ich so etwas sage, ist das nicht gelogen, Ihr sollt den Tag nicht vor dem Abend loben!“ – Opium fürs Volk heißt ein 1996 erschienenes Album der Toten Hosen. Die Beweggründe für die Veröffentlichung dieses Stückes begründete Stephan Weidner in einem 1997 abgedruckten Interview mit der Musikzeitschrift Rock Hard folgendermaßen:

„Wir haben den Song nicht gemacht, um Leute aufeinanderzuhetzen, sondern weil ihn sich die Hosen und Ärzte redlich verdient haben. Wenn die Hosen zum Beispiel Leute mit Onkelz-Shirts aus ihren Konzerten werfen oder sie zwingen, ihre Shirts umzudrehen, dann frag’ ich mich ernsthaft, wie viel Punk bei denen noch im Spiel ist. […] Der Song mag zwar nicht gerade zeigen, dass wir über der Sache stehen. Dafür haben die Hosen ständig in Interviews gegen uns gehetzt, obwohl sie genügend Informationen über uns haben und es eigentlich besser wissen sollten. Wir dagegen haben diese breite Medienakzeptanz nicht. Wir hätten uns nicht einfach in der Presse wehren können, weil’s schlicht und einfach niemand zur Notiz genommen hätte. Also gab’s im Prinzip keine andere Möglichkeit als diesen Song.“

Der einst scharfe Kritiker der Onkelz, Rock-am-Ring-Veranstalter Marek Lieberberg, bezog 2005 anlässlich eines geplatzten Auftritts deutlich Stellung für die Band: 

„Die Böhsen Onkelz dienen Teilen der Medien und einigen Repräsentanten der Rockmusik als Zielscheibe für ihre vermeintliche political correctness sowie als willkommene Buhmänner der Nation. […] Statt die Band beim Wort zu nehmen und ihre Hilfe beim Kampf gegen rechte Tendenzen anzunehmen, wurde sie diffamiert und als Feigenblatt für die eigene, richtige Gesinnung missbraucht.
Die Böhsen Onkelz sind nüchtern gesehen eine Hardrock-Band mit großartigen Live-Qualitäten. Ihre Texte geben seit Jahrzehnten keinerlei Anlass für eine fortdauernde Verurteilung oder gar Kritik. Es gibt de facto keine Äußerung der Band, die sie in die Nähe faschistischen oder chauvinistischen Gedankengutes rückt. Man muss die Onkelz nicht mögen, aber es ist Zeit für eine faire, unvoreingenommene Beurteilung einer Karriere, die sich ihrem Finale zuneigt.“

In der Musikbranche gibt es weitere Befürworter der Formation wie den Rapper Moses Pelham. Die Techno-DJs Sven Väth und Mark Spoon zählen bzw. zählten zum Freundeskreis der Band. Auch außerhalb bekam man prominente Fürsprecher wie die ehemalige Ausländerbeauftragte des Landes Bremen Dagmar Lill, den Grünen-Politiker Daniel Cohn-Bendit sowie die Journalistin und Publizistin Alice Schwarzer.
Bushido bekundete 2011 Interesse an einer Zusammenarbeit mit den Onkelz. Tarek Ebéné, Rapper bei K.I.Z, verkündete im gleichen Jahr „Wir sind sowas wie die Onkelz der Reggae-Szene“; bereits 2006 hatte K.I.Z. ein Mixtape mit dem Titel Böhse Enkelz veröffentlicht. Der Rapper Vega tritt öffentlich im Onkelz-T-Shirt auf und veröffentlichte 2012 ein Musikvideo mit Onkelzbezug. Moses Pelham veröffentlichte 2012 das Lied Für die Ewigkeit einschließlich eines Samples aus dem Lied Koma der Böhsen Onkelz. 2014 bei den beiden Reunionskonzerten auf dem Hockenheimring trat Moses Pelham mit der Band zusammen auf.

### Verhältnis der Neonazi-Musikszene zur Band
Die Neonazi-Band Landser sang in dem Lied K.P.S. aus dem, wie alle Alben der Band indizierten, Album Republik der Strolche von 1995: „Böhse Onkelz, ihr wart mal geil / doch dann wolltet ihr Geld verdienen / und machtet zum bösen Spiel / ganz einfach die guten Mienen // Kennt ihr noch eure alten Lieder? / Hören wollt ihr sie nicht / denn das Signum des Verrats / steht Euch mitten im Gesicht“ und spielte damit auf das Lied Signum des Verrats vom Album Böse Menschen – Böse Lieder an. Außerdem beschimpften die Zillertaler Türkenjäger Stephan Weidner 1997 im Stück 1001 Nacht des beschlagnahmten Albums 12 Doitsche Stimmungshits. Im Jahr 2001 zählte der deutsche Journalist Klaus Farin 20 Hasslieder von Neonazi-Bands.

## Sonstiges
Die Band spendete die Erlöse mehrerer T-Shirt-Aktionen an wohltätige Organisationen wie die Gesellschaft zur Rettung der Delphine e. V., die Chandler Sky Foundation, die das Kinderheim Casa de Milagros in Cusco (Peru) betreibt, sowie einen Fonds des von der damaligen Ausländerbeauftragten Hamburgs gegründeten Vereins zur Förderung der Integration e. V. für die Opfer von Krieg und Vertreibung in Afghanistan. Des Weiteren wurde zwei Mitgliedern des B.O.S.C. eine Reise nach Peru zur Mithilfe im Casa de Milagros finanziert.
Im Jahr 2000 wurde das Onkelz Dragster Racing Team gegründet, das bis 2004 an offiziellen Wettbewerben teilnahm. Das Fahrzeug war ein GFK-Nachbau eines 1955er Ford Thunderbird mit 850 PS bzw. mit Lachgaseinspritzung bis zu 1150 PS.
Die Rugby-Mannschaft von Eintracht Frankfurt lief in der Saison 2001 mit Trikots auf, die von den Onkelz gesponsert wurden und deren Logo trugen.
Im April 2002 wurde die Gibson-SG-Gitarre von Matthias Röhr bei einer Auktion des Auktionshauses Sotheby’s für 2550 Euro versteigert. Der Erlös wurde der International Peace Foundation gespendet, die diese in Slum-Projekte in Bangkok, für die Resozialisierung von Straßenkindern und Drogenabhängigen sowie für die AIDS-Hilfe eingesetzt hat.
Im Februar 2017 wurde bekannt, dass die Band Millionen-Einnahmen über ihre Firma CIBOULE – TRADING E MARKETING LDA verbucht hat. Dabei wurden Markenrechte auf die portugiesische Insel Madeira ausgelagert, auf der – im Vergleich zu Deutschland – sehr niedrige Steuersätze gelten.

## Diskografie
Studioalben

| Jahr | Titel Musiklabel                                                     | Höchstplatzierung, Gesamtwochen, AuszeichnungChartplatzierungen (Jahr, Titel, Musiklabel, Platzierungen, Wochen, Auszeichnungen, Anmerkungen) | Höchstplatzierung, Gesamtwochen, AuszeichnungChartplatzierungen (Jahr, Titel, Musiklabel, Platzierungen, Wochen, Auszeichnungen, Anmerkungen) | Höchstplatzierung, Gesamtwochen, AuszeichnungChartplatzierungen (Jahr, Titel, Musiklabel, Platzierungen, Wochen, Auszeichnungen, Anmerkungen) | Anmerkungen |
| Jahr | Titel Musiklabel                                                     | DE | AT | CH | Anmerkungen |
| ---- | -------------------------------------------------------------------- | --- | --- | --- | --- |
| 1984 | Der nette Mann Rock-O-Rama                                           | — | — | — | Erstveröffentlichung: 1. Mai 1984 Verkäufe: + 2000 (zur Erscheinungszeit) Format: LP seit 1986 indiziert                                                                               |
| 1985 | Böse Menschen – Böse Lieder Rock-O-Rama                              | — | — | — | Erstveröffentlichung: Februar 1985 Verkäufe: + 4000 (zur Erscheinungszeit) Format: LP                                                                                                  |
| 1987 | Onkelz wie wir … Metal Enterprises                                   | DE16 a (5 Wo.)DE | — | — | Erstveröffentlichung: 1. August 1987; Wiederveröffentlichung: 2. November 2007 Verkäufe: + 16.000 (zur Erscheinungszeit) Format: CD, LP, MC (Originalaufnahme), Download (Neuaufnahme) |
| 1988 | Kneipenterroristen Metal Enterprises                                 | DE3 b (8 Wo.)DE | AT18 b (3 Wo.)AT | CH45 b (2 Wo.)CH | Erstveröffentlichung: 10. Oktober 1988; Wiederveröffentlichung: 10. Oktober 2018 Verkäufe: + 20.000 (bis Herbst 1988) Format: CD, LP, MC (Originalaufnahme), Download (Neuaufnahme)    |
| 1990 | Es ist soweit Metal Enterprises                                      | DE21 c (1 Wo.)DE | — | — | Erstveröffentlichung: 1. August 1990 Verkäufe: + 30.000 (nach zwei Wochen) Format: CD, LP, MC, Download                                                                                |
| 1991 | Wir ham’ noch lange nicht genug Bellaphon Records                    | DE12 d Gold · (1 Wo.)DE | — | — | Erstveröffentlichung: 26. August 1991 Verkäufe: + 250.000 Format: CD, LP, MC, Download                                                                                                 |
| 1992 | Heilige Lieder Bellaphon Records                                     | DE5 Gold · (13 Wo.)DE | AT7 (7 Wo.)AT | — | Erstveröffentlichung: 31. August 1992 Verkäufe: + 500.000 Format: CD, LP, MC, Download                                                                                                 |
| 1993 | Weiß Bellaphon Records                                               | DE10 Gold · (13 Wo.)DE | AT16 (16 Wo.)AT | CH37 (2 Wo.)CH | Erstveröffentlichung: 4. Oktober 1993 Verkäufe: + 250.000 Format: CD, LP, MC, Download                                                                                                 |
| 1993 | Schwarz Bellaphon Records                                            | DE12 Gold · (13 Wo.)DE | AT15 (16 Wo.)AT | CH38 (2 Wo.)CH | Erstveröffentlichung: 4. Oktober 1993 Verkäufe: + 250.000 Format: CD, LP, MC, Download                                                                                                 |
| 1995 | Hier sind die Onkelz Virgin Records                                  | DE5 Gold · (28 Wo.)DE | AT12 Gold · (16 Wo.)AT | CH25 (4 Wo.)CH | Erstveröffentlichung: 25. September 1995 Verkäufe: + 275.000 Format: CD, LP, Picture Disc, MC, Download                                                                                |
| 1996 | E.I.N.S. Virgin Records                                              | DE4 Platin · (22 Wo.)DE | AT6 Gold · (16 Wo.)AT | CH32 (5 Wo.)CH | Erstveröffentlichung: 23. Oktober 1996 Verkäufe: + 525.000 Format: CD, Download |
| 1998 | Viva los Tioz Virgin Records                                         | DE1 Gold · (23 Wo.)DE | AT3 Gold · (10 Wo.)AT | CH10 (6 Wo.)CH | Erstveröffentlichung: 4. September 1998 Verkäufe: DE: + 250.000; AT: + 25.000 Format: CD, Picture Disc, MC, Download                                                                   |
| 2000 | Ein böses Märchen … aus tausend finsteren Nächten Rule 23 Recordings | DE1 Platin · (23 Wo.)DE | AT2 (9 Wo.)AT | CH11 (9 Wo.)CH | Erstveröffentlichung: 20. März 2000 Verkäufe: + 300.000 Format: CD, Picture Disc, MC, Download                                                                                         |
| 2002 | Dopamin Rule 23 Recordings                                           | DE1 Gold · (24 Wo.)DE | AT4 (12 Wo.)AT | CH13 (8 Wo.)CH | Erstveröffentlichung: 15. April 2002 Verkäufe: + 150.000 Format: CD, LP, Download |
| 2004 | Adios Regel 23                                                       | DE1 Platin · (17 Wo.)DE | AT6 (12 Wo.)AT | CH4 (10 Wo.)CH | Erstveröffentlichung: 26. Juli 2004 Verkäufe: + 200.000 Format: CD, LP, Download |
| 2016 | Memento Matapaloz                                                    | DE1 Platin · (23 Wo.)DE | AT1 (16 Wo.)AT | CH1 (11 Wo.)CH | Erstveröffentlichung: 28. Oktober 2016 Verkäufe: + 200.000 Format: CD, LP, Download |
| 2020 | Böhse Onkelz Matapaloz                                               | DE1 Gold · (35 Wo.)DE | AT1 (17 Wo.)AT | CH1 (11 Wo.)CH | Erstveröffentlichung: 28. Februar 2020 Verkäufe: + 100.000 Format: CD, LP, Download |

- Cover des Albums Weiß
- Cover des Albums Schwarz
- Cover der Neuaufnahme des Albums Onkelz wie wir

## Matapaloz
Das Matapaloz ist das erste eigene Festival der Böhsen Onkelz, an dem sie an beiden Tagen als Headliner auftraten.
| Jahr | Datum          | Veranstaltungsort | Bands Tag 1                                                         | Bands Tag 2                                                                          |
| ---- | -------------- | ----------------- | ------------------------------------------------------------------- | ------------------------------------------------------------------------------------ |
| 2017 | 16. & 17. Juni | Hockenheimring    | Hatebreed, Suicidal Tendencies, Papa Roach, Five Finger Death Punch | Toxpack, Cockney Rejects, Anthrax, Slayer                                            |
| 2018 | 22. & 23. Juni | Messe Leipzig     | Beasto Blanco, Pro-Pain, D-A-D, Arch Enemy, Megadeth                | The New Roses, Phil Campbell and the Bastard Sons, Haudegen, Rose Tattoo, In Extremo |